# 鳥居清長
鳥居 清長（とりい きよなが、 宝暦2年〈1752年〉 - 文化12年5月21日〈1815年6月28日〉）とは、江戸時代の浮世絵師である。宝暦2年（1752年）、江戸の新場に生まれた清長は、若くして鳥居派の宗匠である鳥居清満に入門して浮世絵を学んだ。当初は鳥居派の伝統に従った作品を制作していたが、黄表紙の挿絵制作や美人風俗画で徐々に頭角を現し、鳥居派の伝統の枠を超えた優れた作品を次々と生み出すようになった。
天明年間に入るとすらりと背の高い女性像を描いた美人風俗画で浮世絵界を席巻して清長流と呼ばれ、喜多川歌麿ら多くの浮世絵師が清長流の美人風俗画を制作するようになった。特に三大揃物と呼ばれる『当世美人遊里合』、『風俗東之錦』、『美南見十二候』の評価が高く、また大判の錦絵を複数枚繋げる形式の続絵で多くの優れた作品を発表し、鈴木春信、喜多川歌麿、東洲斎写楽・葛飾北斎・歌川広重と並ぶ六大浮世絵師の一人として評価されている。また歌舞伎役者を描く役者絵でも、役者のみならず三味線の演奏者など音楽担当者を一緒に描く、出語り図を定着させたことも清長の功績として評価されている。
師匠の鳥居清満の没後、固辞しきれずに天明7年（1787年）には鳥居派の宗匠の地位を継ぐことになる。鳥居派の宗匠となって以後は歌舞伎の絵看板、番付制作中心の活動となり、天明年間末期以降、美人風俗画、役者絵などの錦絵制作は激減し、寛政6年（1795年）以降ほとんど制作しなくなる。また師匠鳥居清満の孫である鳥居清峯の教育に力を注いだ。清長は最期まで鳥居派の宗匠の地位にあり続け、文化12年（1815年）、江戸で亡くなった。

## 生涯

### 出身地と本名

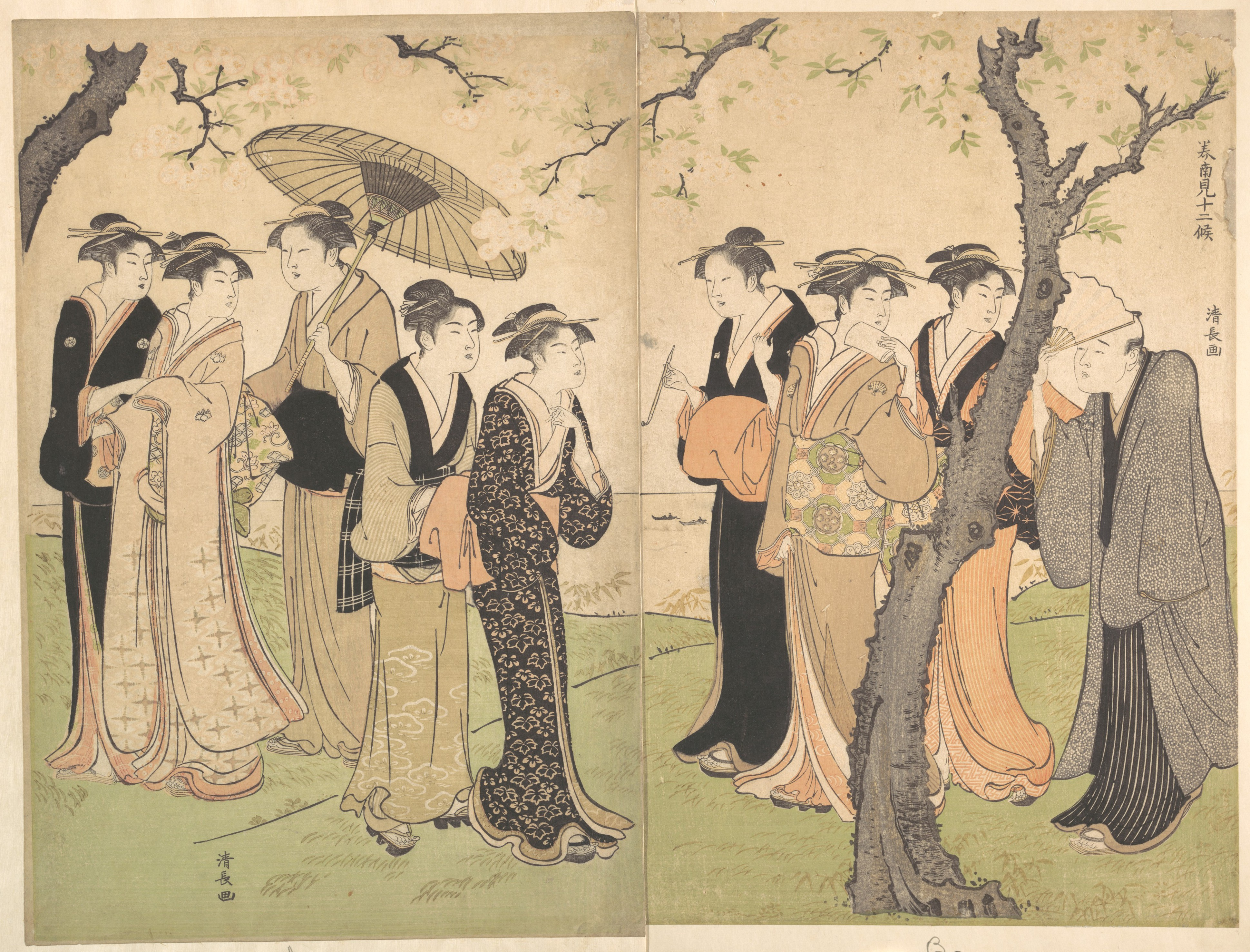
『美南見十二候 三月 御殿山の花見』

鳥居清長は宝暦2年（1752年）、江戸に生まれた。生誕地としては浦賀説もあったが、後述のように浦賀は後妻、ゐくの出身地であり清長の出身地ではない。なお、鳥居清長とともに浮世絵の巨匠となった喜多川歌麿は清長が生まれた翌年の宝暦3年（1753年）に生まれている。
姓は関という資料と関口という資料がある。清長の印章は関であり、署名も関清長となっており、鳥居清長の研究者として知られる平野千恵子は関姓であったとしているが、当時、中国風に画名を姓一文字、名二文字の三文字とすることがしばしばあったため、関口姓の関を画名として使用していた可能性が指摘されている。名は市兵衛、または新助と伝えられている。平野千恵子は鳥居清長自身が市兵衛と署名した例はあるものの新助の署名が確認できないことや、新助から後に市兵衛と改名したとの記録があることから、当初の名前は新助であり、後述のように父の名を継いで市兵衛に改名したと考えている。
清長の父、白子屋市兵衛は新場で本屋を開業していた。家主はやはり新場の煙草問屋、寺本惣右衛門であったと考えられている。新場は江戸橋南側にあって、延宝2年（1674年）に日本橋の魚河岸から分離した新魚場の略称である。新場出身で住人であった清長は「新場の清長」とも呼ばれていた。清長が生まれ育った頃の新場は魚市場として賑わっており、近隣には江戸三座のうち市村座、中村座があった。新場の魚問屋の中には歌舞伎役者の贔屓筋も多く、そのため役者や芝居小屋関係者の出入りも多かった。また新場の近くには役者絵や草双紙などを出版していた版元が数多く開業していた。その上、清長の実家は本屋であり、幼少期から歌舞伎、役者絵、草双紙などに触れる機会はふんだんにあった。このような環境が鳥居清長の才能が芽生えるきっかけになったと考えられている。なお父の死後、清長は白子屋市兵衛の名を継いだ。林美一は清長の妻が白子屋の家業を主に担ったのではないかと推測している。後述のように清長には清政という子どもがいたが、清長の妻と考えられる清政の母の名は明らかになっていない。

### 鳥居清満入門
鳥居清長が師匠である鳥居清満にいつ、どのような形で入門したのかについては記録が残っていない。平野千恵子は清長の実家が本屋である関係で、父、白子屋市兵衛が鳥居清満の知り合いであった可能性を指摘している。清長の浮世絵初作は、平野千恵子は明和4年（1767年）説を取り、やはり清長の研究者として知られる溝口康麿は明和7年（1770年）説を唱えている。両説のうち平野説が支持されており、このことから鳥居清満のもとに入門したのは宝暦末期から明和2年（1765年）頃のことと推定されている。
清長が入門した鳥居清満は芝居看板の制作で知られる鳥居派の三代目で、清長が入門したと考えられる頃は活躍の最盛期を迎えていた。門人も多く、鳥居派の各宗匠の中でも清満の門人の数は最多を数えたとされる。清長はまず師匠、清満のもとで修業生活を積み、役者絵を描き始めるようになったと考えられる。しかし鈴木春信による錦絵の考案、そして勝川春章が役者絵で始めた役者をリアルに描く似面絵方式により、清満による鳥居派の画風は急速に流行の波から取り残されていく。当初、清長は師匠、清満の画風に従った紅摺絵の役者絵を制作していたが、明和7年から9年（1770年～1772年）頃からは美人風俗画の制作を開始したと推定されている。安永3年（1774年）頃には初の錦絵である『婚礼十二式』を発表し、役者絵も鳥居派の伝統を脱し、勝川春章風の似面絵方式で描くようになった。鳥居派の画風から離れていった清長は、安永7年（1778年）頃には鳥居清長の署名を止めて清長とのみ署名するようになった。署名から鳥居の名を外したのは、独自の画風を押し進めていく意欲の表れとの説。芝居専門の鳥居派に対しての遠慮があったのではとの説。清長は後述のように鳥居派の後継者問題に巻き込まれつつあり、後継者候補の一人とされた清長は、鳥居を署名から外して鳥居派を継いで芝居看板の制作に携わる意志が無いことを表明したものとの説がある。
なお、安永6年（1777年）には長男である清政が誕生している。鳥居清長の子どもは清政一人のみであった。

### 鳥居派を継ぐ
鳥居派三代目の鳥居清満には一男一女がいた。清満の息子は清秀であったと考えられ、若くして浮世絵師として優れた素質を見せていたが、安永元年（1772年）に推定16歳で亡くなった。一方、清満の娘、えいの婿は上絵師の松屋亀次郎であったが、鳥居派を継ぐ素質は無かった。清満の娘えいと松屋亀次郎との間に子どもはまだ生まれておらず、鳥居家の中から後継者が見つからない以上、清満の弟子の中から選ばざるを得なくなった。弟子の中では鳥居清長と清長の兄弟子にあたる鳥居清経が候補となったと見られている。鳥居清経はそれなりの技量を持った浮世絵師であったが、鳥居派の家業である芝居看板の制作をこなす力量には欠けていたと考えられる。一方、鳥居清長は天明期に入ると師匠清満を遥かに超える人気浮世絵師となっていき、もはや鳥居派の後継者は清長しかいないとみられるようになった。天明4年（1784年）、これまで清満が一手に引き受けていた江戸三座の舞台番付の一部を清長に制作させ、鳥居清長と署名させた。これは師匠清満が後継者として清長に鳥居派を託す意向を示したものと考えられている。鳥居清満は天明5年4月3日（1785年5月11日）に亡くなった。
しかし師匠清満の遺志や周囲の意向と清長本人の意思は異なっていた、天明期は清長の絶頂期であり、浮世絵界は清長風の浮世絵が一世を風靡していた。そのような状況下で清長は芝居看板の制作に忙殺される鳥居派の宗匠になるつもりはなかった。師匠清満の没後、江戸三座の座主は清長に番付制作を依頼したが、清長は鳥居家の家業を横領することになるからといって辞退したと伝えられている。清長が辞退したため、やむなく歌川豊春に番付の制作を依頼したが、豊春は番付制作をこなす技量には恵まれていなかったと考えられる。そこで座主たちは再三清長に鳥居派の四代目として番付の制作に取り組むよう懇願したと見られている。清長は固辞し続けていたが、結局、平野千恵子の推定では天明6年（1786年）末には鳥居派を継承することを了承し、翌天明7年（1787年）以降、江戸三座の番付は清長が制作するようになった。この決断に際しては、清長の浮世絵を出板していた版元などとの調整も行われたと推測される。
天明7年（1787年）、鳥居清満の娘、えいと松屋亀次郎との間に息子の庄三郎が生まれた。清長は師匠清満の孫である庄三郎が成長するまで、中継ぎとして鳥居派四代目を継ぐ形となった。なお、鳥居清長本人は決して鳥居派四代目を名乗ることは無かったが、鳥居派の関係者や世間は清長を鳥居派四代目とみなしていた。

### 鳥居派四代目として
鳥居派四代目となった清長は、鳥居派の家業である芝居看板の制作中心の画業となった。当然、これまで数多く制作してきた錦絵などの発表は激減する。寛政7年（1795年）、数え年で9歳となった庄三郎は清長に入門し、鳥居清峯を名乗る。ところで清長の子、清政は天明6年（1786年）から浮世絵の制作を始めており、優れた才能の片鱗を見せ始めていた。清長は庄三郎の弟子入り後、息子の清政に浮世絵の制作を止めさせた。これは有能な清政の存在が鳥居派の継承問題に発展しないよう、鳥居家に二心のないことを示すためであったと伝えられている。実際問題、寛政7年以降の清政の作品は現存しない。清長は父から受け継いでいた白子屋市兵衛の名を息子清政に譲り、増太郎と名乗りを改め、清峯の教育に力を注ぐようになった。

両国回向院境内にある鳥居清長碑。碑のレリーフは『大川端の夕涼み』の女性像から。

清長は晩年に浦賀の廻船業者、阿波屋甚右衛門の娘、ゐくと再婚したと考えられている。再婚相手のゐくは清長よりも32歳年下であった。林美一は清政の母である初婚の妻は享和2年（1802年）頃までに死別し、その後ゐくと再婚したのではと推測している。清長は晩年、生まれ故郷であり長年住み慣れた新場を離れ、本所番場町に転居したとの記録がある。平野千恵子はこれは新場と書くべきを番場と誤って記録したものであり、清長は最期まで新場で過ごしたとしているが、林美一は息子清政やその妻と同年代の若い妻と再婚したことにより、同居が困難となったために新場の白子屋の店を息子夫婦に任せ、本所番場町に引っ越したと考えている。
清長の妻、ゐくは文化12年（1815年）1月に亡くなった。清長は妻の後を追うように文化12年5月21日（1815年6月28日）に亡くなり、回向院に葬られた。亡くなる約1か月前まで歌舞伎の番付を制作していたことが確認されており、老衰や長い病臥の末に亡くなったとは考えられない。なお、清長が亡くなった時点で清峯はすでに30歳近くになっていたが、清長は亡くなるまで清峯に鳥居派の宗匠の地位を譲ることは無かった。平野千恵子は清長は清峯のことを実力不足であったと見なしていたと考えており、林美一は清長と清峯との間に確執があった可能性を指摘している。文化14年（1817年）11月には清長の息子、清政が亡くなった。清政には子が無かったため清長の子孫は絶えることになった。
なお回向院に葬られた清長であったが、災害等により墓は失われた。清長の没後200年を前に清長の功績を称え、供養をしていきたいとの回向院住職の発願により記念碑の建立が勧進され、2013年（平成25年）4月24日に開眼法要が営まれた。

## 画歴

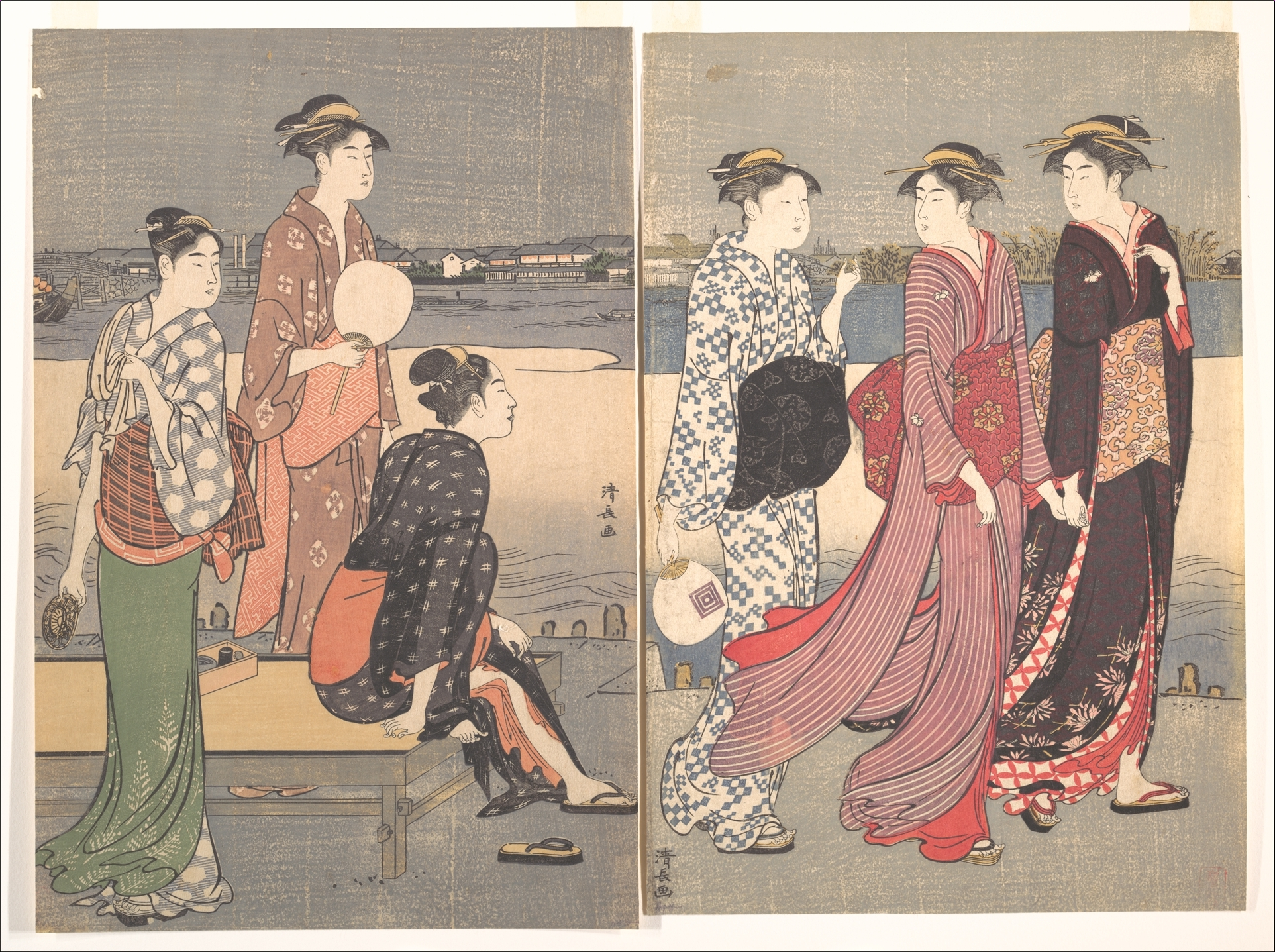
完成期の2枚続絵作品であり、清長の代表作の一つとされる『大川端の夕涼み』

鳥居清長の作品制作数は、2007年に刊行された『鳥居清長作品総目録』によれば版画関連552作品。黄表紙122作品。絵本、春画等は31作品。その他、後述のように肉筆画を制作しており、鳥居派の宗匠として歌舞伎関連の絵看板、番付の制作を数多く手がけていた。
鳥居清長の制作については、以下の3期に分けるのが通説となっている。
- 修行時代・鳥居清長時代（1）：明和4年（1767年）～安永9年（1780年）
- 完成期・関清長時代：天明元年（1781年）～天明8年（1789年）
- 終末期・鳥居清長時代（2）：寛政元年（1789年）～文化12年（1815年）

年代はおおよその目安であり、例えば安永末期から鳥居派の画風から離れ、美人風俗画や黄表紙でその才能を発揮し始めていた。ただ、明和・安永期、天明期、寛政期以降と制作期を三分するのは、作品内容からみて妥当と考えられている。
浮世絵師の活躍のピークはおおむね30代から40代にかけてと言われている。もちろん20代前半から優れた才能を発揮した早熟な浮世絵師や、50代を超えて真価を発揮するようになった葛飾北斎のような大器晩成型の浮世絵師もいた。鳥居清長は30歳頃からピークを迎えたので、どちらかといえば早熟タイプであった。
鳥居清長の作品は人物を主題としたものがメインであった。主なモチーフは歌舞伎俳優が舞台に立つ姿や私生活、江戸の市井の人々、花街の女性であった。浮世絵版画の形式は、小判、中版、大判、柱絵、芝居番付など、当時制作されていたものを網羅していた。また絵本番付、黄表紙、草双紙なども制作した。

### 修業時代

#### 役者絵

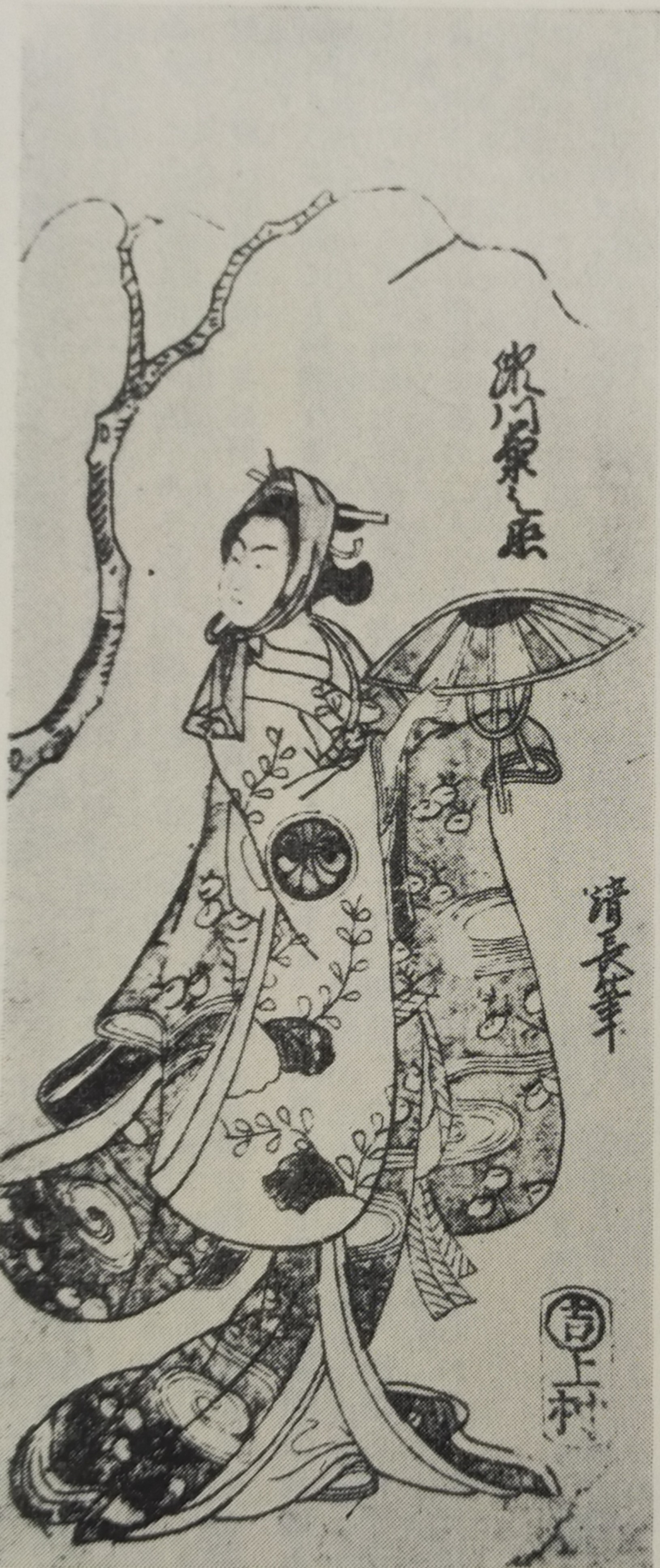
明和4年（1767年）制作、『二代目瀬川菊之丞の静』

前述のように清長の浮世絵初作は、明和4年（1767年）の歌舞伎上演を題材とした『二代目瀬川菊之丞の静』で、形態としては細版の役者絵である。その後、明和7年（1770年）からは作品が継続的に発表されているが、明和5年、明和6年の作品として明確なものは確認されていない。しかしその両年に制作された可能性がある作品の存在が指摘されており、この時期は師匠の鳥居清満のもとで修業を重ねながら、役者絵の制作を始めていたと考えられる。当初、清長の作品は鳥居派が採用していた構図に忠実に従ったもので、写実性は見られないものであった。細版役者絵は安永9年（1780年）まで連続して制作され、総数で百数十点が確認されており、清長の修業時代、浮世絵制作のメインの一つであったと考えられている。
また歌舞伎の絵本番付は明和8年（1771年）から天明元年（1781年）まで制作が確認されている。修業時代の歌舞伎の絵本番付は全て墨摺であり、勝川春章が制作した多色刷りのものは見当たらない。絵本番付は後年のものになるに従って構図や表現力が増しており、歌舞伎の各場面に応じて演じる俳優の所作や表情を描き、その上で劇作品のエッセンスを一冊の本にまとめ上げる技法に習熟していったことが伺われる。
前述のように勝川春章はそれまでの一定の様式に則った類型的な役者絵から、写実による似面絵方式を創始していた。鳥居派は歌舞伎の舞台絵を専門としていたが、春章の似面絵方式を採用しようとはせず、伝統的な類型化された作品制作を続けていた。しかし清長は安永6年（1777年）頃から春章の写実による役者絵を取り入れ、高い描線技術によって写実性に優れた作品を制作するようになった。

#### 黄表紙

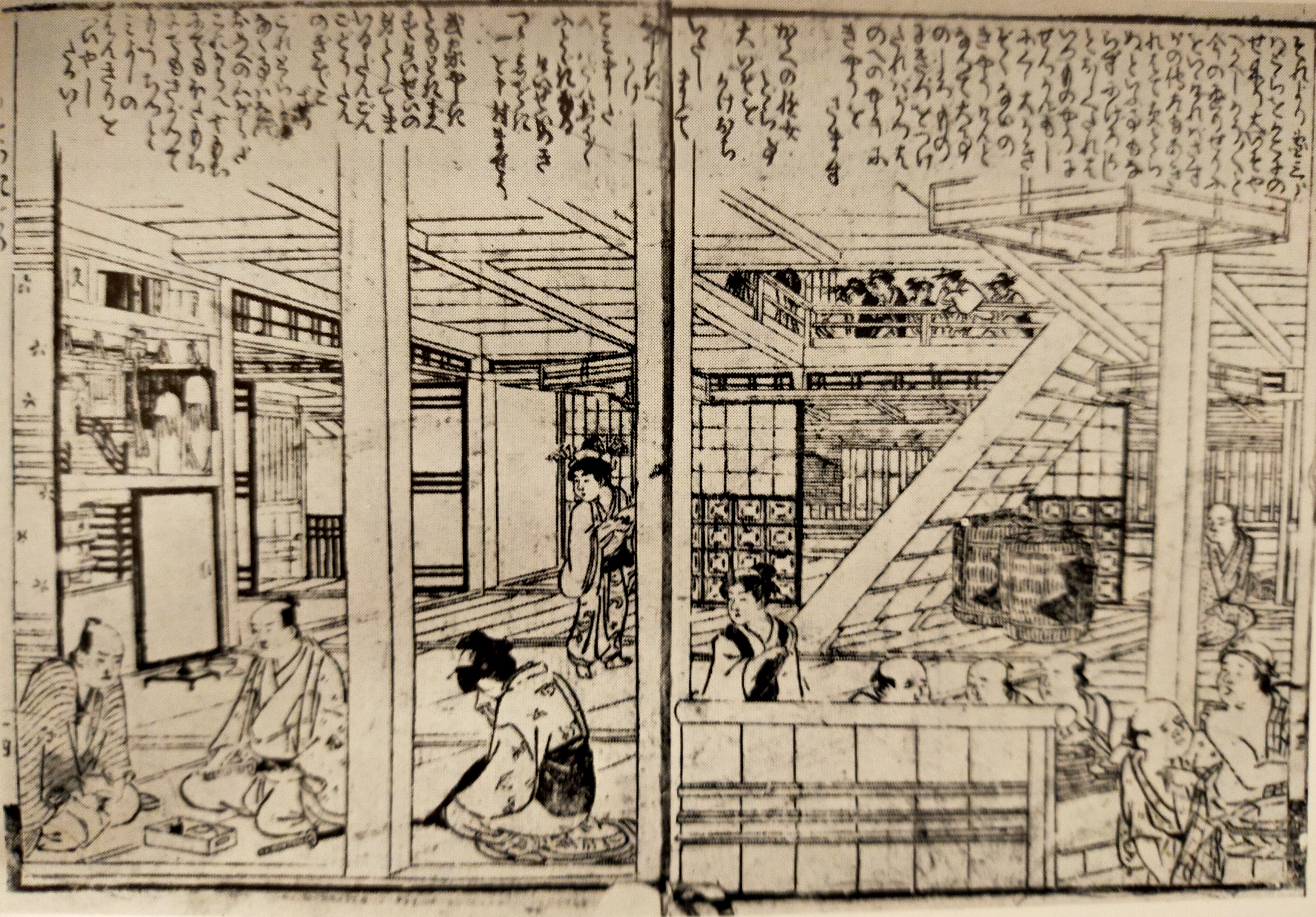
清長作画の黄表紙より『間似合嘘言曾我（まにあいうそつきそが）』、女郎屋の光景を描いたとされている。

17世紀後半の延宝から天和年間頃から、菱川師宣らによる挿絵入りの子ども用の絵本が刊行されるようになった。この挿絵入りの絵本は徐々に厚みを増していき、内容的にも複雑な筋立てのものになっていったが、購読者は基本的に子どもや若い町人の女性であった。そのような中で、安永4年（1775年）、恋川春町が『金々先生栄花夢』を刊行する。これは滑稽さや風刺を効かせた大人をターゲットとした絵本であり、『金々先生栄華夢』以降、黄表紙が盛んに出版されるようになった。清長は流行を敏感に捉え、黄表紙の創始と同年の安永4年（1775年）出版とされる『風流物者付（ふうりゅうものはづけ）』、または翌安永5年（1776年）出版と考えられている『童麻疹の後』ないし『郡山非人敵討』から黄表紙の挿絵を描くようになった。
もともと恋川春町が『金々先生栄花夢』を刊行する以前は、絵本は鳥居清満、鳥居清経ら鳥居派の活躍分野の一つであった。しかし黄表紙の流行についていけず、清満、清経はともに絵本挿絵の制作を中止する。しかし清長は鈴木春信、北尾重政、礒田湖龍斎の画風を学びつつ、黄表紙の挿絵制作に意欲的に取り組んだ。黄表紙はその題材にふさわしい挿絵を制作する必要があり、清長にとって絵の主題選択や構成力を高める格好の題材であった。
鳥居清長が本格的に黄表紙の挿絵制作に携わるようになったのは安永6年（1777年）以降である。この頃になると、清長は黄表紙の挿絵画家として第一人者のひとりとみなされるようになった。画風も当初、鈴木春信や礒田湖龍斎からの影響が見られるものであったが、次第に独自の作風で挿絵を制作するようになる。安永末年から天明初期にかけて清長の黄表紙での活躍は絶頂期を迎え、世評からも清長の黄表紙挿絵を評価する言説が複数確認されている。この頃の清長の仕事は黄表紙の挿絵制作が中心であったと考えられている。四方赤良による黄表紙評判記、『菊寿草』では清長の黄表紙挿絵を
と評し、鳥居派の枠を超えた絵師となった清長を称える評価がなされた。
清長の黄表紙制作絶頂期の作品は人物描写に優れ、複雑な題材を巧みにまとめ上げた内容となっている。また構図の巧みさ、丹念な背景描写も清長の黄表紙挿絵の特徴として挙げられる。

#### 美人風俗画
清長の美人風俗画で最も早い作例は『人形を持つ娘と男の児』であり、明和7年（1770年）から明和9年（1772年）頃の制作であると推定されている。シリーズとなっている小判の錦絵揃物では『婚礼十二式』が最も早く、安永3年（1774年）ないし安永4年（1775年）のものと推測されている。清長が美人風俗画の制作を開始した明和年間は鈴木春信の絶頂期であった。春信の影響力は絶大であり、芝居関連の作品制作が中心であった鳥居派でも、宗匠の鳥居清満自ら裸婦の作品を多く制作するようになった。清長もまた、春信からの影響が濃厚な美人風俗画の制作を始めるようになる。
春信の後に続く浮世絵師もまた多士済々であり、春信の没後、勝川春章、北尾重政、礒田湖龍斎らが相次いで優れた作品を発表していく。春信の夢幻的で情緒のある美人画は明和期をリードし、勝川春章、北尾重政、礒田湖龍斎らは競って春信の作風を取り入れていた。しかし春信の没後は自らの作風の確立を目指すようになり、写実的な表現を取り入れようと試みていた。修業時代の清長の美人風俗画の作品も、鈴木春信から北尾重政、その後、礒田湖龍斎の作風からの影響を受けていることが確認できる。
安永7年（1778年）頃からは狩野派の山水画の技法と西洋の遠近法を用いた浮絵の技法を取り入れた、優れた描写の背景をバックにした美人風俗画の制作を始めるようになった。また色の選択や配置も先輩浮世絵師からの影響を脱して、重苦しい色合いを避けて明るく爽やかな色を使用するようになった。安永末期には描写にも清長の独自性が高まっていき、天明期の美人風俗画の飛躍を予感させるものになっていく。

#### 春画
鳥居清長の春画作品は、同時代に活躍した勝川春章、北尾重政、礒田湖龍斎、喜多川歌麿らに比べて数少なく、主要春画作品とされる版画組物4作の他、数点の小品と版本挿絵しか確認されていない。清長に優れた春画を制作する技量があったことは明らかであり、春画作品の少なさは鳥居派の家業である歌舞伎舞台関連の作品制作に注力せねばならなかった事情と、完成期は一世を風靡した美人風俗画の制作に没頭していたたためであると考えられる。
修業時代に制作された春画は、安永2年（1773年）頃の制作と考えられる版画組物、『色道十二月』のみが確実視されている。林美一は『色道十二月』制作当時、清長の創作活動は細版の役者絵制作が中心であり、多くの浮世絵師が様々な錦絵作品を発表する中で、溜まったフラストレーションを発散すべく制作したものではないかと推測している。作品的には約3年前に没した鈴木春信の影響が強く、また礒田湖龍斎、北尾重政からの影響もみられる。しかし人物描写や背景の描写に清長の独自性が感じられる。
『色道十二月』の発表後、約10年間清長の春画作品は確認されていない。しかし浮世絵研究家のリチャード・レインは、空白の10年間にも清長は春画を制作していたのではないかと推測している。

### 完成期
浮世絵史上天明年間（1781年-1789年）は「清長の時代」とも言われ、清長は多彩な浮世絵作品を制作していた。天明年間から寛政年間（1789年-1801年）にかけては優れた浮世絵師が多数活躍した浮世絵の黄金時代とされており、天明年間の浮世絵界を牽引した鳥居清長の活躍の影響を受けて、寛政年間は喜多川歌麿が優れた作品を発表し、浮世絵界をリードするようになった。

#### 役者絵

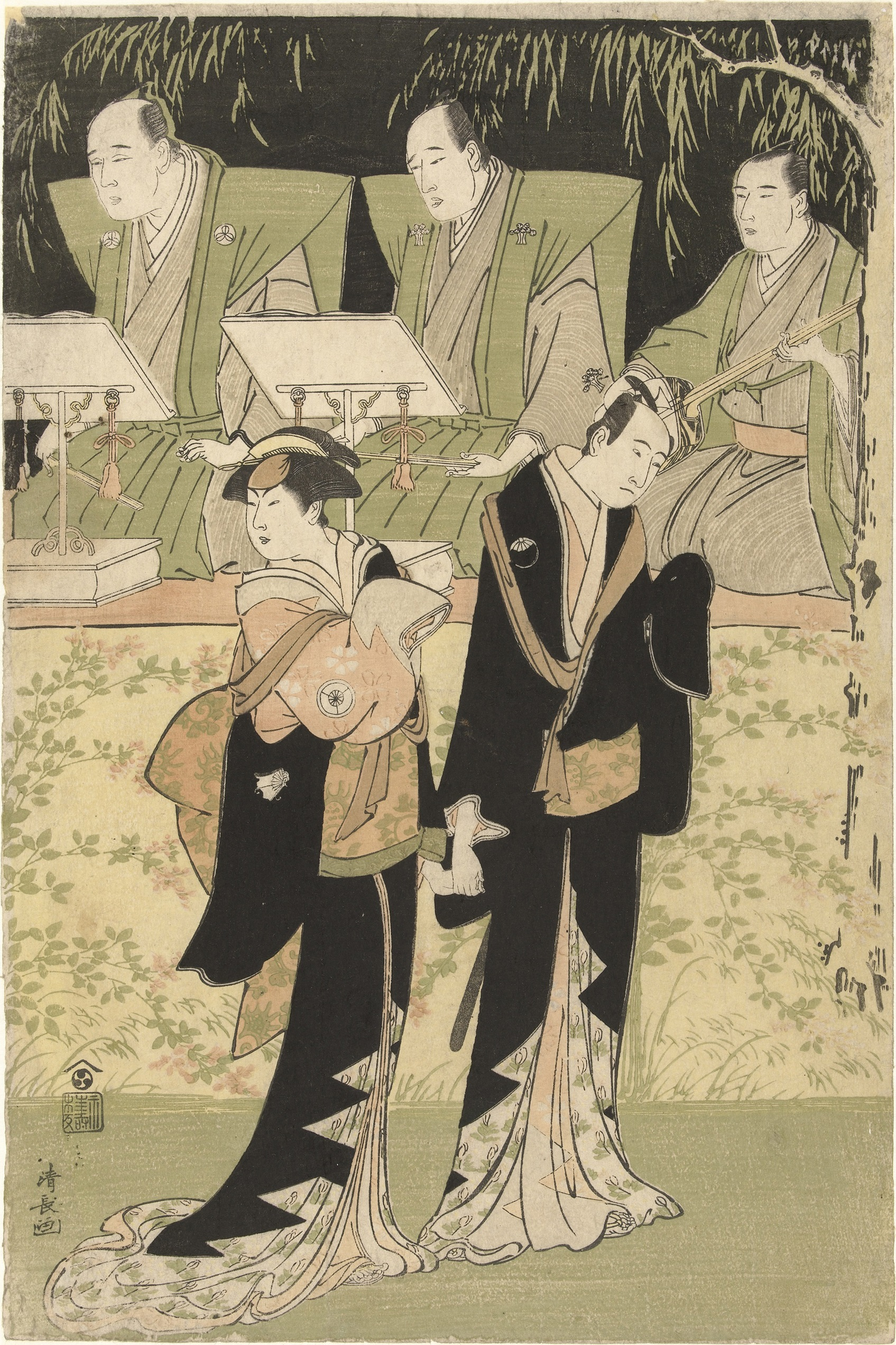
清長作の出語り図、『小春治兵衛』

明和期から天明期にかけて、江戸では歌舞伎の流行が頂点を迎えつつあった。歌舞伎の隆盛を背景に清長は意欲的に役者絵に取り組んだ。清長はこれまでの役者絵が細版中心であったのに対し、大判の作品制作に取り組むようになった。清長が大判の浮世絵に取り組んだのは役者絵からであると考えられている。また歌舞伎俳優とともに上演に不可欠であった、三味線弾きなどの出語りの演奏者を取り入れた作品である出語り図の制作を始める。出語り図自体は清長の発案ではなく、寛保元年（1741年）制作の二代目の鳥居清信の作品などが知られているが、清長は出語り図を大判の錦絵で制作し、舞台絵の様式として確立させた。

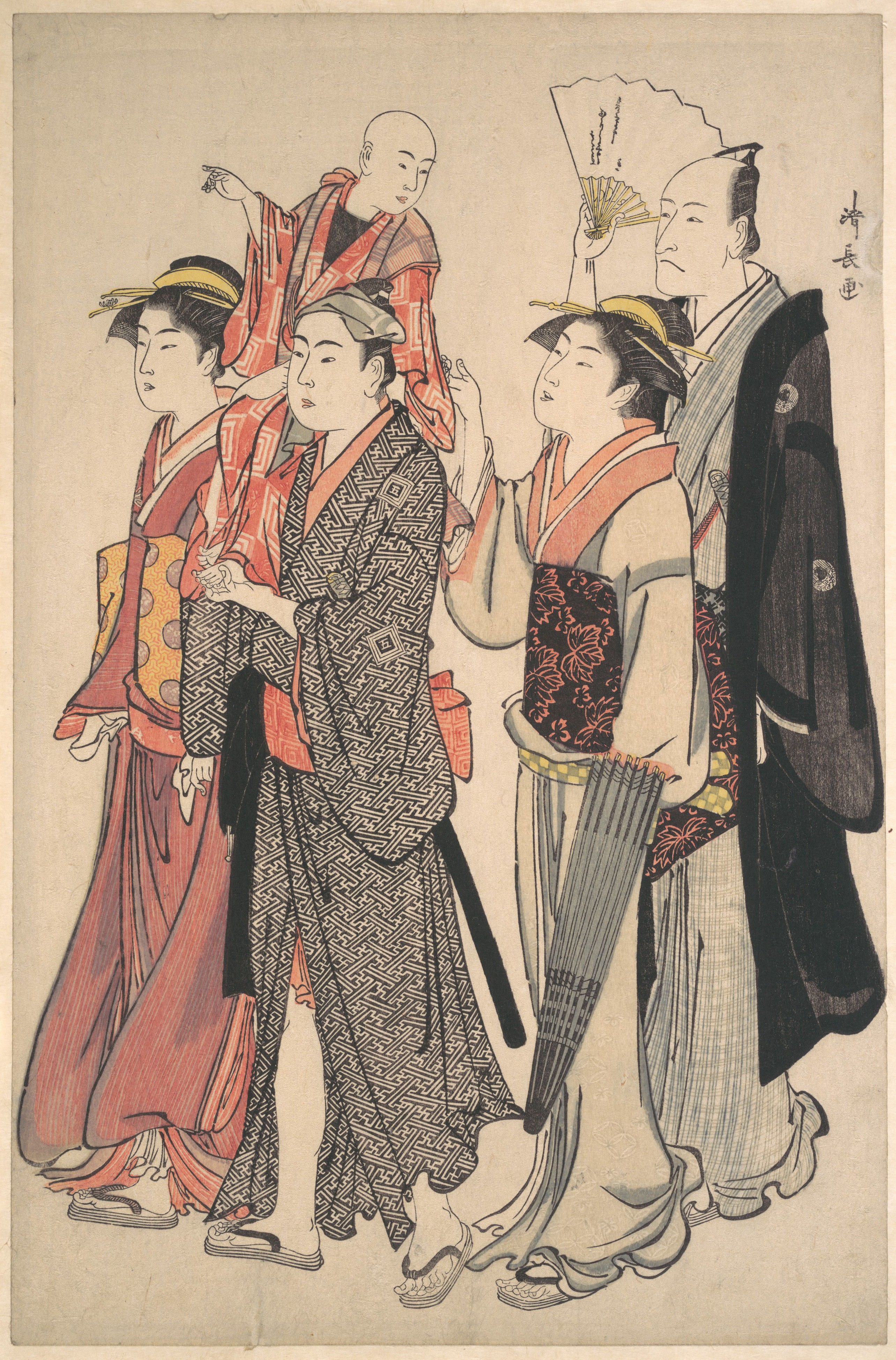
『五代目市川團十郎と家族』

前述のように勝川春章は歌舞伎の役者絵をリアリティを持って描く似面絵方式を創始した。春章の作品は俳優個人の描写に重点を置き、歌舞伎の舞台装置を描くことには関心を持たなかった。画面構成も歌舞伎役者に焦点を合わせるように構成されていたが、結果として実際の舞台とはかけ離れた作品となった。一方、清長は出語り図など実演に近い作品を制作した。平野千恵子は明和期から天明期にかけての歌舞伎の隆盛期には歌舞伎俳優のみならず音楽担当にも名手がおり、歌舞伎に興味を持つ清長が、舞台そのままの姿を描く作品制作に取り組む動機になったと推測している。清長作の出語り図である『小春治兵衛』は心中前の光景を描いた作品であり、出語り衆の背景の黒と画面前面の淡色系の色合いとが補色となっており、あの世で結ばれることを誓った二人の、現世からの離脱感がある美しく哀調が感じられる傑作との評価がされている。
また完成期の清長は、出語り図以外の大判錦絵の役者絵も優れた作品を制作した。そして清長は舞台を離れた歌舞伎俳優の日常生活や、遊女と歌舞伎俳優を描いた作品を発表した。この趣向は勝川春章が始めたものであるが、清長は春章を上回る優れた作品を発表し、舞台を離れた歌舞伎役者の姿を知りたいというファン心理に応えた。

#### 美人風俗画

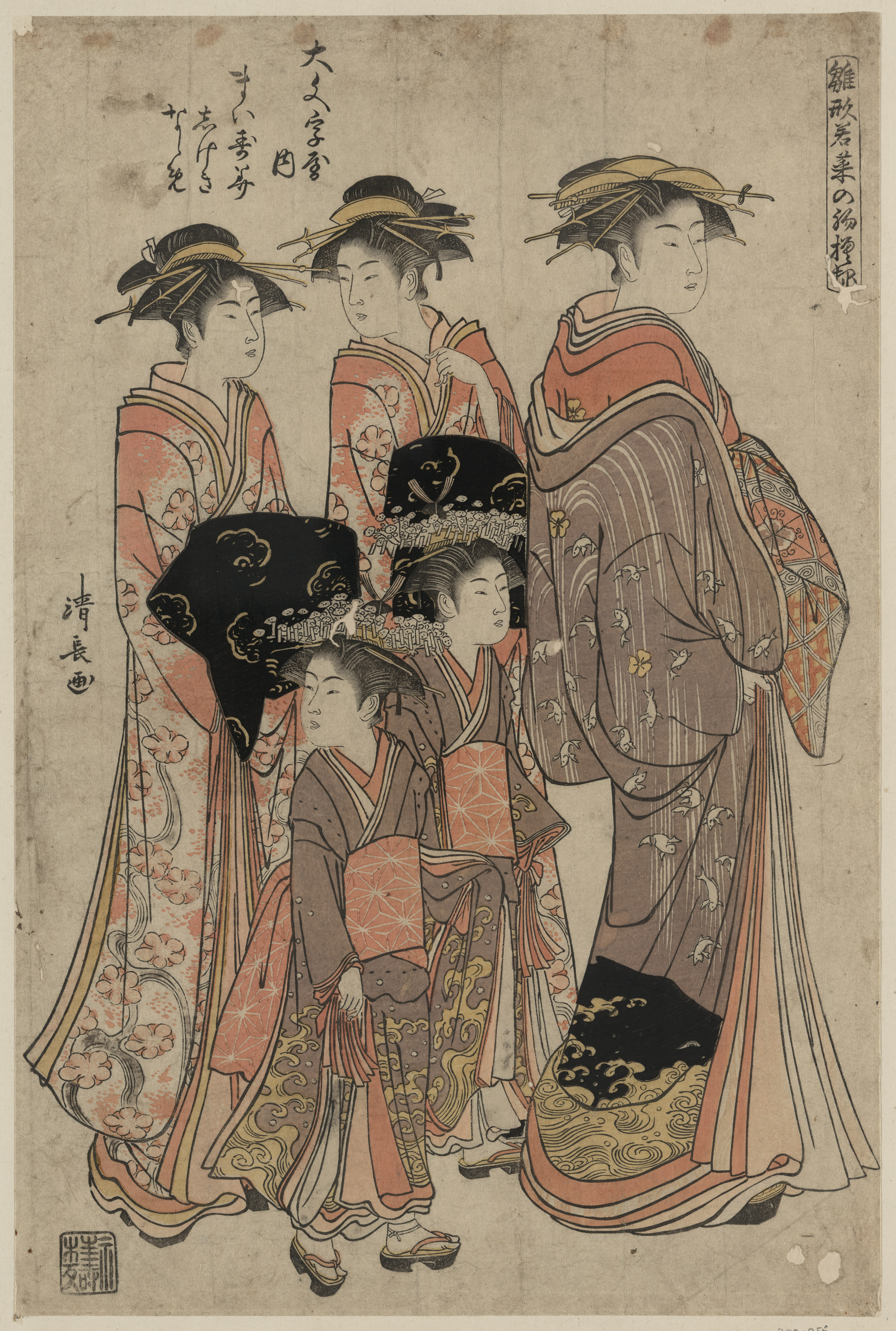
『雛形若菜の初模様 大文字屋内まいずみ』

清長の全盛期であった天明年間は、田沼意次が政治の主導権を握っていた田沼時代であった。この時代、公許の遊里であった吉原以外の遊里であった岡場所が全盛期を迎えていた。清長の後に美人風俗画の分野で一時代を築いた喜多川歌麿が吉原の女性たちを多く題材としたのに対して、清長は全盛期を迎えていた岡場所の女性たちを主に題材として選んだ。遊客の人気を集めていた場所を題材に選ぶことはマーケティングの点からみても合理的であり、清長の岡場所の女性たちを描いた浮世絵は人気を博することになった。

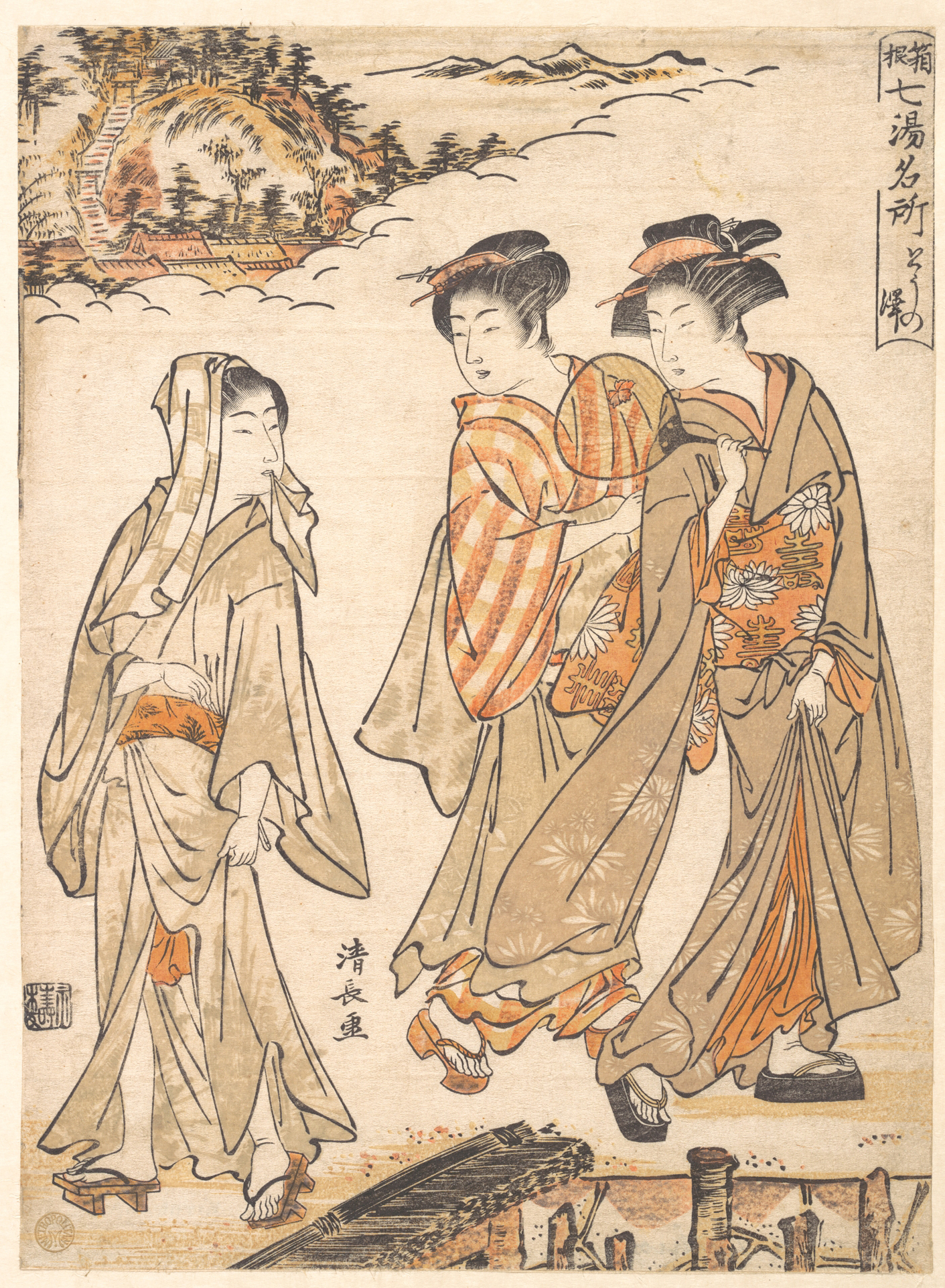
『箱根七湯名所 とうの沢』

安永末期から天明初期にかけて、清長は江戸の人々の日常生活や行楽光景をそのまま描写した優れた作品を相次いで発表していく。例えば江戸に近い湯治場として行楽地のひとつとなっていた箱根温泉に遊ぶ行楽客を描いた『箱根七湯名所』は、安永末期の作品と考えられているが、中版の画面に3名ないし4名の人物像を配し、清長作品の特徴の一つである群像を巧みに描く表現様式の萌芽が見られ、描かれた女性像も北尾重政、礒田湖龍斎の影響を脱して独自のスタイルを確立しつつあった。
鈴木春信没後の安永年間の美人風俗画は、優れた描き手は豊富ではあるがずば抜けた実力者不在の時代であった。そのような中で自己の作風を確立しつつあった清長は、まず中判の浮世絵作品を制作していく。そのような中で浮世絵界は中判から大判の時代になりつつあった。美人風俗画の世界で大判の作品制作に取り組んだのが礒田湖龍斎であった。湖龍斎は安永6年（1777年）からシリーズ物の大判錦絵『雛形若菜の初模様』の制作を始めた。『雛形若菜の初模様』は浮世絵の大判化に大きな影響を与えた作品であり、湖龍斎によるシリーズ作品制作は百数十作にもなった。しかし湖龍斎の『雛形若菜の初模様』は次第にマンネリ化が見られるようになって人気が無くなってきたため、版元の西村屋与八はめきめきと実力をつけつつあった清長に着目して、天明2年（1782年）から『雛形若菜の初模様』シリーズを清長に託すことになった。『雛形若菜の初模様』シリーズを清長に託したことについて浮世絵研究家の浅野秀剛は、美人風俗画の世界で湖龍斎から清長にトップの座が交代したことを示していると考えている。湖龍斎の『雛形若菜の初模様』は鈴木春信からの影響を残しつつ写実性を取り入れた作風で、春信が得意とした見立てを多用していたが、清長の『雛形若菜の初模様』は当時流行していた衣服の模様をそのまま取り入れた作品となっており、流行ファッション雑誌風の仕上がりとなっている。また清長が美人風俗画をそれまでの中版から大判に変更後、女性のプロポーションが長身のすらりとしたものへと変化し、最盛期の大判作品ではほぼ8頭身で描かれるようになった。小林忠は、「江戸のヴィーナス」とも呼ばれるようになった長身の人物像には、長崎での対オランダ貿易の中で流入してきた西洋画の人物画からの影響があったのではと推測している。また清長が描いた女性像には、後姿の様態美の表現などに独自性が見られるとの指摘もある。

##### 三大揃物

『当世遊里美人合 叉江』。大判二枚続絵の錦絵作品であり、岡場所の一つであった叉江（なかす）の料理茶屋の座敷光景を描く。背景の流れは隅田川。

清長は礒田湖龍斎から引き継いだ『雛形若菜の初模様』制作に熱意を示すことは無く、10作あまりで制作終了となった。これは『雛形若菜の初模様』と同時期に制作を開始した大判錦絵揃物、『当世美人遊里合』が人気を博するようになったためと考えられている。『当世美人遊里合』と続く『風俗東之錦』、『美南見十二候』は清長の三大揃物と言われ、それらに続いて天明期に制作された大判の続絵作品とともに浮世絵大判作品に新境地を開拓したと評価され、清長が鈴木春信、東洲斎写楽、喜多川歌麿、葛飾北斎、歌川広重と並ぶ六大浮世絵師の一人として高い評価と地位が認められる要因となった。
『当世美人遊里合』は天明2年（1782年）から天明4年（1784年）かけて制作されたと考えられており、一枚物の作品が16作、二枚続きの続絵が5作の21種26枚の大判錦絵により構成される揃物である。江戸の遊里を題材としており、吉原を題材としたものは1枚に過ぎず、2枚は行楽図、そして残りの18枚は品川、深川、叉江（なかす）、橘町の岡場所を題材としている。前述のように当時、岡場所が全盛期を迎えており、多くの遊楽客を集め活況を呈していた。清長はその活気あふれる岡場所の風俗を生命力豊かに描き切った。品川、深川、叉江、橘町の岡場所にはそれぞれの特徴があり、清長はその特徴を作品に取り入れて各岡場所の個性を描き分けた。また『当世美人遊里合』は各図ごとに構図に変化を付け、清長独自の作風として知られる長身ですらりとした女性のプロポーションが確立した作品であり、また季節に配慮した作品が多く、シリーズ中には背景描写を丹念に行い、自然と人物像を上手くマッチさせた作品も見られる。

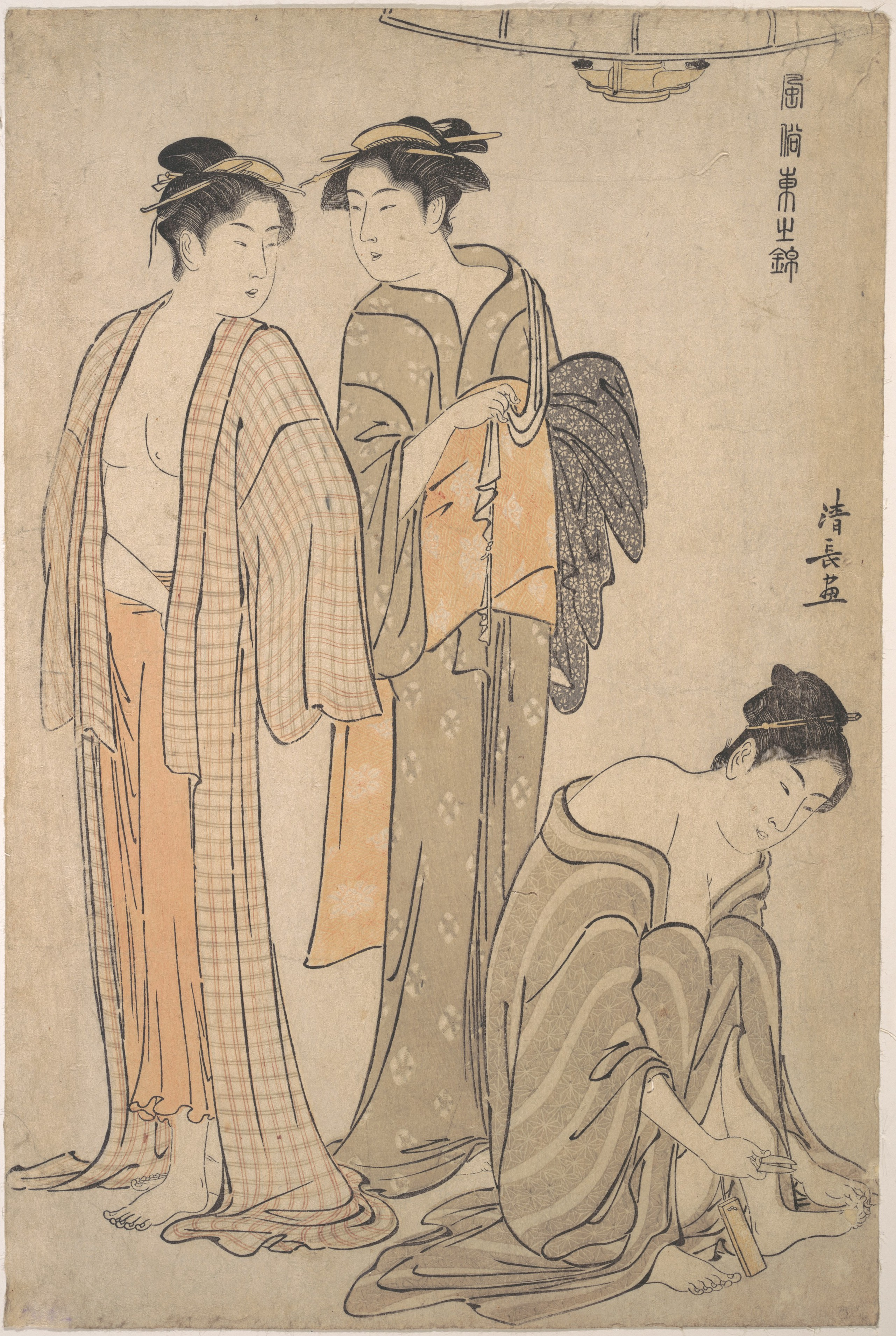
『風俗東之錦 湯上り三美人』

天明3年（1783年）から天明4年（1784年）かけて制作されたと考えられている『風俗東之錦』は、一枚物の作品が18作、二枚続きの続絵が2作の20種22枚の大判錦絵により構成される揃物である。「東」とは江戸を指しており、「東之錦」で江戸の錦のような華やかな光景といった意味合いになり、内容的には江戸に住む町人、武家の様々な生活上の風俗を描いた作品である。『風俗東之錦』の特徴として武家など良家の子女を題材とした作品が多く、浮世絵の歴史上稀な主題選択とされている。これは武家など名家からの注文制作であったのではとの推測がなされている。
『風俗東之錦』は優れた構図で描かれており、文学性を重視した鈴木春信の錦絵に対して、江戸の生活風俗を描き出す姿勢を明確に打ち出した。雨の中の湯帰り、フクジュソウ売りなど、優れた筆致で江戸の風俗を描き出し、また『風俗東之錦』の美人図は健康的な容貌で胴が短く、八頭身のすらりとした長身で描かれ、清長の創造した美人像の頂点を極めた。中でも『湯上り三美人』は風呂場の脱衣場での3人の女性の湯上りの姿を描いた作品であり、現実的な生活感の中にも抑え気味の色調が湯上りのさわやかさを感じさせ、無駄な描線を省き、優れた描写力で湯上りの女性たちのほのかな色気を描き出しており、平野千恵子は清長による人物描写の白眉であると激賞している。

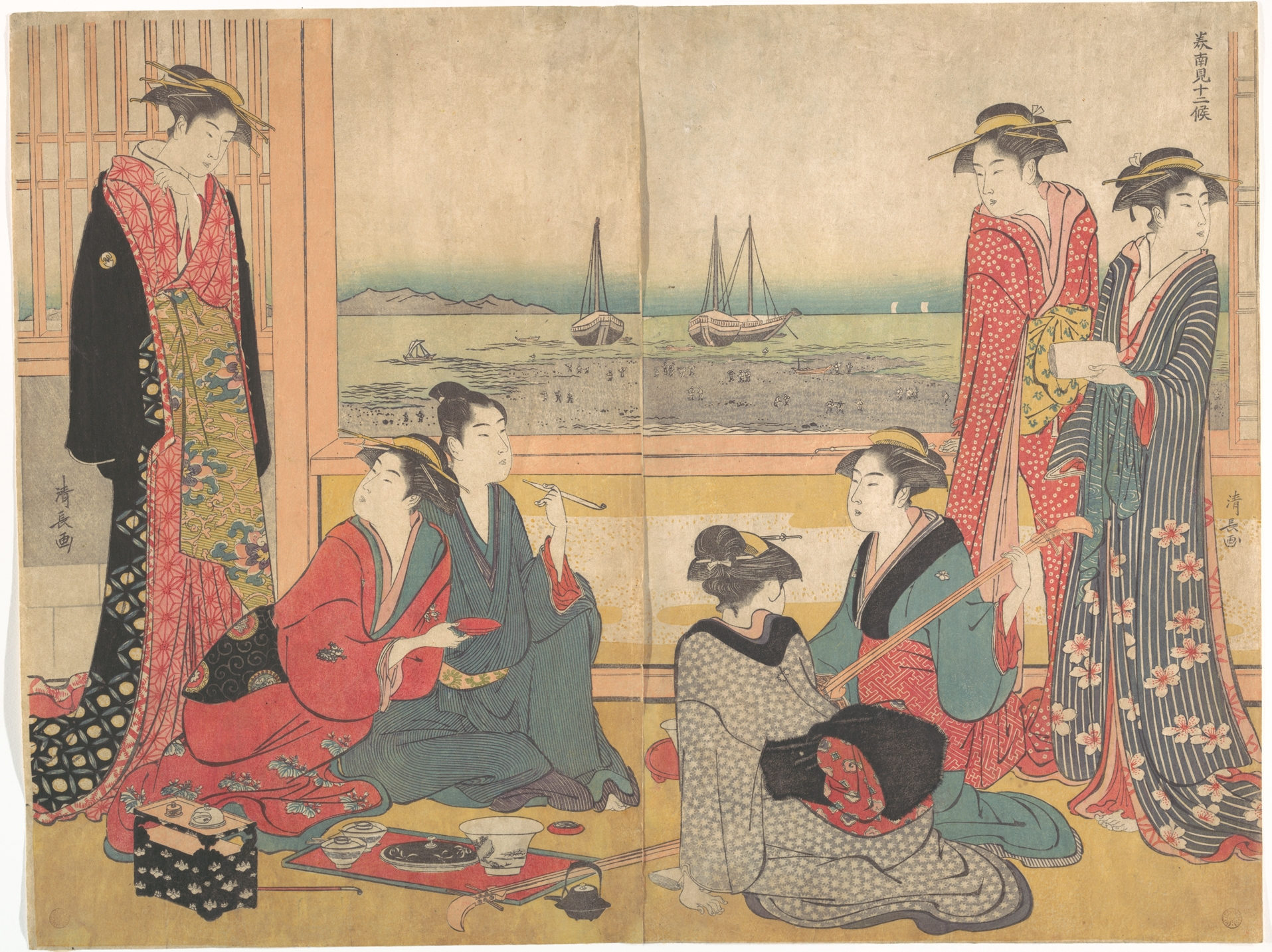
『美南見十二候 四月 品川沖の汐干』

天明4年（1784年）頃の作品と考えられる『美南見十二候』は、二枚の続絵でかつ揃物という形態の清長唯一の作品である。「美南見」とは南の遊里、つまり江戸の南方、品川の遊里を指す。品川は海に面し開放的な土地柄で、格式ばったところがあった吉原よりも敷居が低く、気軽に遊べる雰囲気が江戸の遊客に受けていた。『美南見十二候』という題名からわかるように、このシリーズは当初、1月から12月までの12か月をワンセットとした出版計画であったと考えられる。実際の出版は3月を描いた作品から始められたが、8月までは計画通りに二枚の続絵でかつ揃物として出版されたものの、9月は続絵ではなく一枚のみとなり、その後出版中止となった。これは手がかかる二枚の続絵でかつ揃物の『美南見十二候』は高価になってしまい、売れ行きが悪かったために途中から一枚物に計画変更したものの、売れ行きは改善せず、結局出版中止となったと考えられている。しかし二枚の続絵でかつ揃物という充実した企画は、清長が描きたい世界を表現するのに格好のものであり、『美南見十二候』は清長の代表作となった。
三大揃物を発表した天明2年（1782年）から天明4年（1784年）頃、清長の美人風俗画は当時の浮世絵界の頂点に達した。例えば天明期から寛政初年にかけて、喜多川歌麿は清長の影響が色濃い作品を制作していた。享和2年（1802年）に刊行された式亭三馬著の黄表紙、『稗史億説年代記（くさぞうしこじつけねんだいき）』では、
と評し、流行の最先端の女絵を描き、清長流と呼ばれ浮世絵界を牽引する存在となったとしている。
また『新増補浮世絵類考』では清長の美人風俗画を評して
と評価している。

##### 続絵

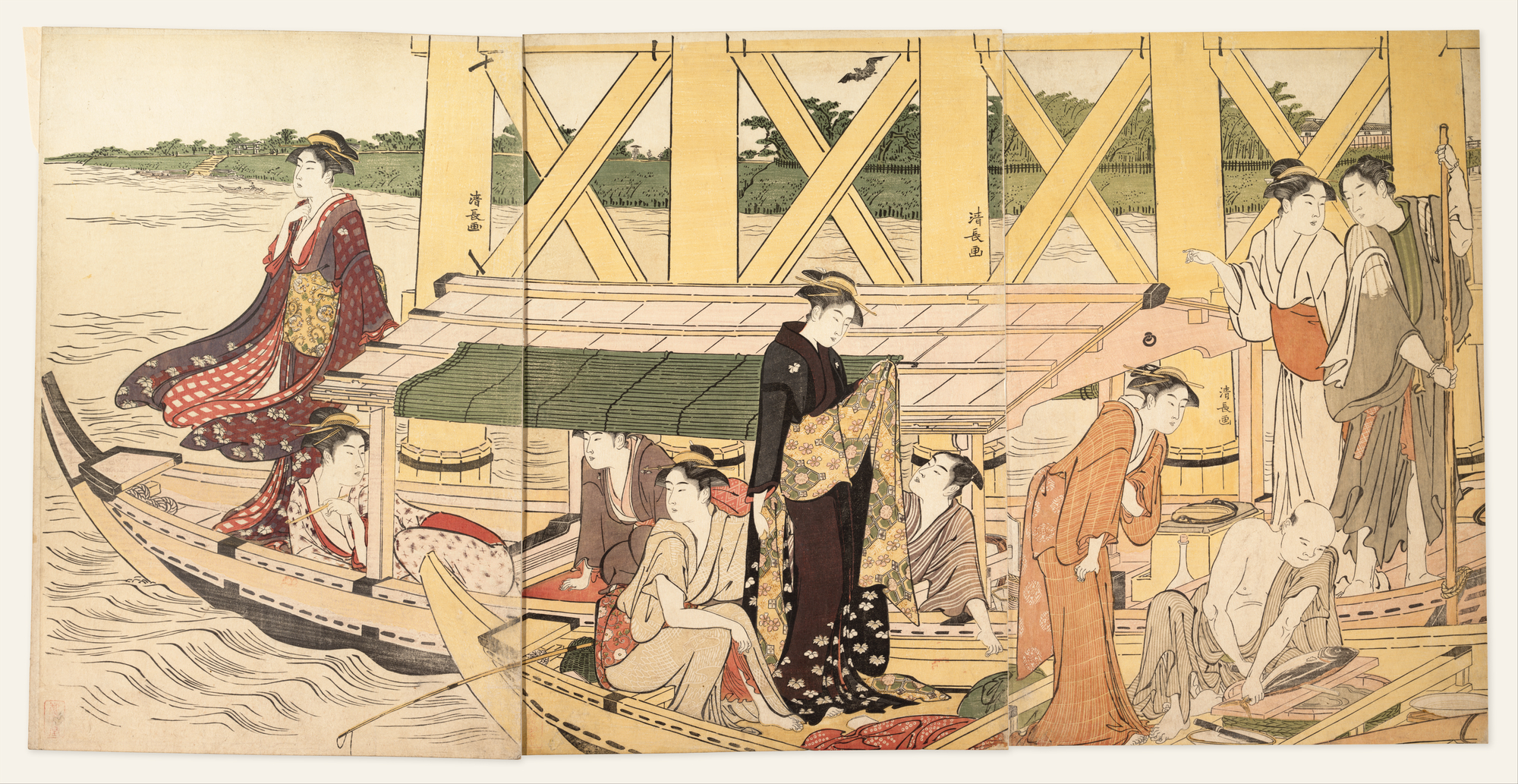
『吾妻橋下の涼船』

二枚の続絵でかつ揃物という『美南見十二候』の出版企画は中途で断念せざるを得なかったが、天明4年（1784年）頃から制作するようになった単発の続絵作品は成功をおさめ、その後、寛政期の初年まで出版が続けられた。天明年間後期、清長の作品制作の中核は大判の続絵であったと考えられ、二枚から五枚続きのものが確認されている。また続絵は横に繋げるのが通例であるが、清長は縦に繋げる作品も制作した。この縦に繋げる続絵は天明期には清長以外に例は無く、類例も寛政後期に喜多川歌麿が発表した上下と左右の大判六枚組の続絵まで見られなかった。
続絵のアイデア自体は清長以前から存在しており、例えば鈴木春信や勝川春章の作品にも見られたが、奥行きや空間的な広がりが感じられない平面図を繋げたような内容であった。しかし清長の続絵は一枚の画面では表現しきれない奥行きや空間的な広がりを描き出すことに成功し、多くの傑作を生みだした。また清長の続物の特徴としては写実表現を多用し、続絵としてばかりでなく、一枚ずつ切り離した状態であっても作品として成立するように構図が工夫されていた。江戸の庶民にとって複数枚の続絵を全て買う経済的余裕が無くても、単体でも楽しめる清長の続絵は歓迎されたと考えられる。清長の大判二枚組、三枚組の続絵の成功は浮世絵界に大きな影響を与え、清長以降の続絵は3枚組で制作されるのが通例となった。

『女湯』

清長の三枚組の続絵作品、『吾妻橋下の涼船』は清長の続物制作の絶頂期の作品であり、人物と背景のバランス、多彩な姿の人物配置に優れ、三枚続きの全体的な構図も変化に富み、一枚物では生み出せない作品として成功している。平野千恵子はこの作品の影響を受け、喜多川歌麿、鳥文斎栄之、歌川豊国らが類似の舟遊びを題材とした続絵作品を制作したと考えている。
清長は続物で様々な画題にチャレンジした。二枚の続絵作品である『女湯』は女湯の洗い場と脱衣場を描いた作品であり、銭湯を詳細に描いた最も早い時期の浮世絵とされ、当時の浴場の情景を知る意味でも貴重な資料とされている。野口米次郎は『女湯』を、人間社会において最も普通な場面でありながら最も普通とはされない場面を描き、女性の肉体美が音楽的な描線をしていることを示していると評価した。また平野千恵子は年齢的に様々な女性の浴場における姿を描き分け、わざとらしさが無い自然な光景として作品化したと評価している。

##### 柱絵

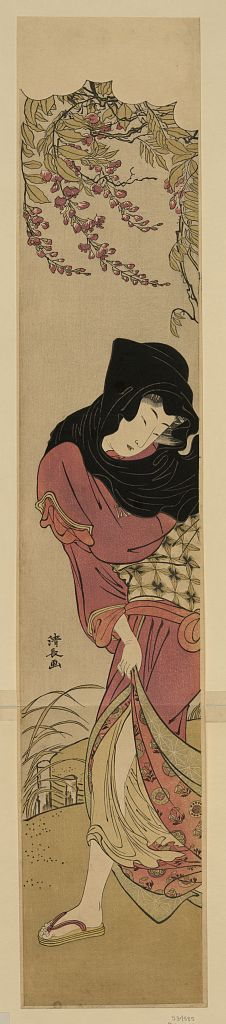
『藤下の女』

柱絵は、柱に架けたり貼ったりして鑑賞するのに都合が良い細長い画面の浮世絵であり、手軽に鑑賞できることから流行した。錦絵が考案される前である奥村政信、石川豊信が活躍した紅摺絵の時代は、幅が広めの柱絵であった。錦絵の時代になると紅摺絵の柱絵から幅が半分程度となり、縦が69センチメートルから75センチメートル、幅は12センチメートルから13センチメートルの細長い画面となった。錦絵の創始者である鈴木春信は柱絵の制作にも力を入れ、様々な柱絵作品を制作する。春信の後、礒田湖龍斎が柱絵の制作に力を入れ、多くの優れた作品を発表する。湖龍斎に続いて清長が柱絵を数多く制作し、鈴木春信、礒田湖龍斎、鳥居清長は柱絵の三大家とも呼ばれている。なお清長作の柱絵は約130作現存している。
清長は安永年間の末期から柱絵の制作を始めたと考えられている。安永7年（1778年）から安永8年（1779年）の初期の作品は、やはり礒田湖龍斎や北尾重政の影響がみられ、人物の表情や動きの捉え方も硬く、習作段階であった。しかし安永9年（1780年）の制作と推定されている『藤下の女』は、風の吹く中、裾の乱れを気にしつつ女性が歩む姿を巧みに描き、また女性の着物のうす紫と淡い黄色の帯が、頭巾の黒とよく調和しており、清長の柱絵の中でも名品とされている。柱絵は細長い画面という制約があり、清長にとって構図のとり方を学習する格好の材料となった。天明期に入ると構図の巧みさが光る柱絵の名作を次々と発表する。また清長は柱絵で試した構図を大判に採用したりもした。また清長が描く細身の美人図は柱絵の細長い画面によくマッチした。美人図の他にはありふれた日常生活の描写も柱絵作品に取り入れている。平野千恵子と浮世絵研究家の山口桂三郎は、三大家の中でも清長の柱絵のクオリティは一頭抜けており、駄作がほとんど見られないと評価している。
天明2年（1782年）から天明3年（1793年）にかけてが清長の柱絵制作のピークであった。大判の続物制作がピークを迎える天明5年（1785年）以降、清長はほとんど柱絵を制作しなくなった。山口桂三郎は清長が柱絵を描かなくなった理由として、やはり細長い画面という制約の中で作品制作を行うことの無理を感じたからではないかと推測している。

##### 中判など
清長の全盛期である天明年間、ともすれば大判の続物作品に注目が集まってしまうが、中版や中版のシリーズものである中判揃物にも優れた作品を制作していた。全盛期の清長の中版作品には江戸情緒を誇張なく自然に描き出し、日常的な何気ない光景を巧みに表現している佳作が多い。
平野千恵子は中判の揃物のうち『叉江花』、『児女実訓女今川』、『色競艶婦姿』などの作品を評価している。『色競艶婦姿』の『口舌』は、吉原の遊女と客との諍いを描いた作品であり、男性は帰ると言って腰を上げたところを禿が必死になって止めようとしており、女性も苛立ちを隠せずに火鉢を火箸でつついている光景が描かれている。
また清長は子どもが遊ぶ姿も好んで題材に取り上げた。中判の揃物『戯童十二月』の『雪合戦』は、陰暦12月の雪の日に、子どもたちが裸足で雪合戦に興じている姿を描いた作品であり、平野千恵子は日常的な何気ない光景を巧みに表現している作品の一例として紹介している。
|  |  |

#### 春画

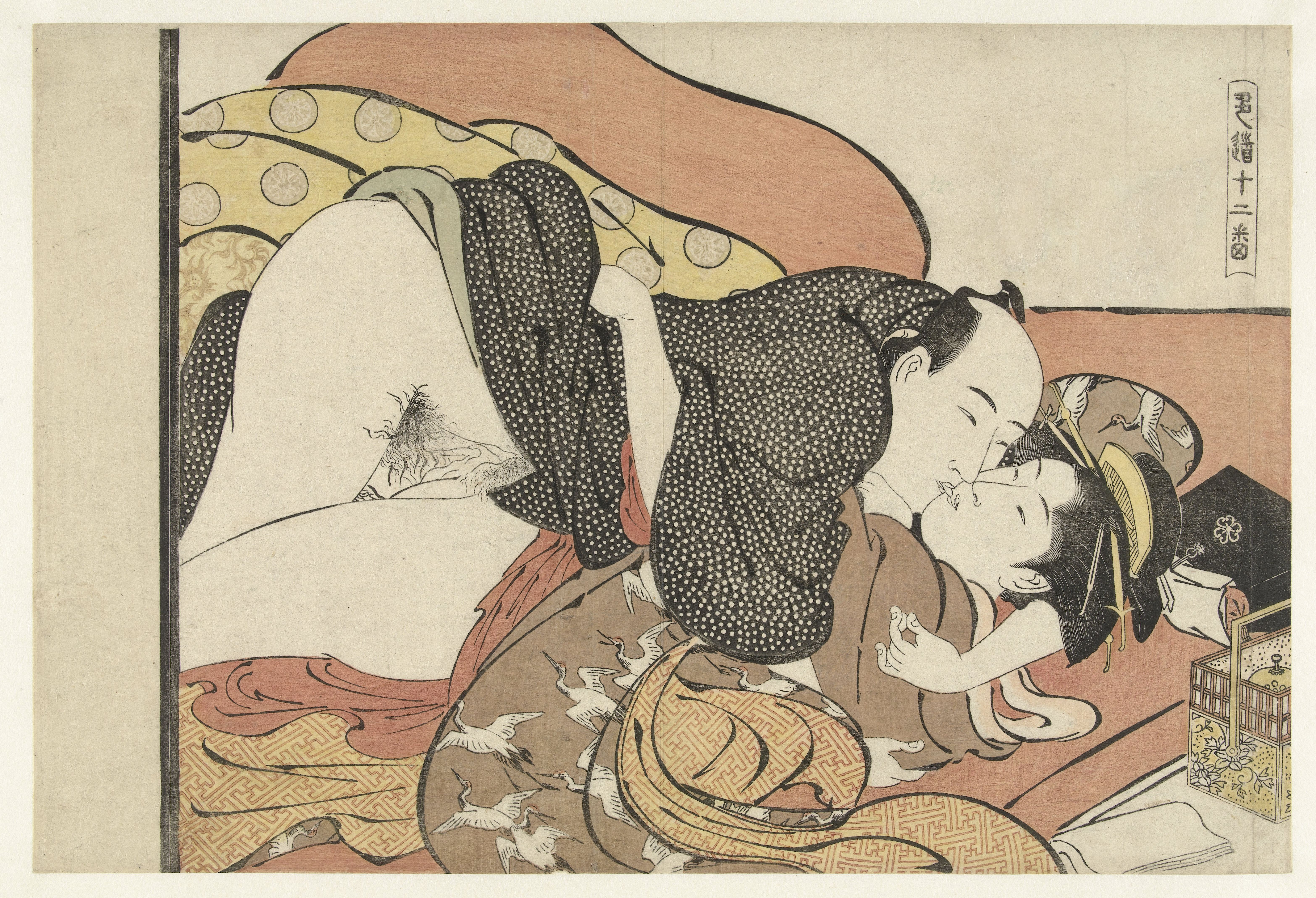
『色道十二番』より

春画のジャンルにおいても、安永から天明期（1772年～1789年）に入ると大判の錦絵が登場する。まず礒田湖龍斎が安永4年（1775年）ないし翌安永5年（1776年）に、大判錦絵12枚組の『色道取組十二番』を発表し、続いて北尾重政が安永7年（1778年）頃にやはり大判錦絵12枚組である『艶色鳳野放』を発表する。
清長も大判錦絵春画の流れに乗り、天明4年（1784年）頃に『色道十二番』を発表する。『色道十二番』は題名的によく似た湖龍斎の『色道取組十二番』のことを意識しながら制作されたものと考えられるが、清長の全盛期である天明中期の作品、『色道十二番』は湖龍斎からの影響は見られず、すっきりとした構図に抑えめの色調であり、黒を効果的に使用するという清長の画風による作品となっている。また礒田湖龍斎や喜多川歌麿の春画作品よりもエロティシズムの表現が抑え気味であると指摘されている。天明中期、清長は美人風俗画の第一人者としての地位を確立していた。林美一は女絵の第一人者たる清長が、女絵の極北である春画になみなみならぬ意欲を持ってチャレンジしたのではないかと推測している。また林は後述の『袖の巻』と並んで『色道十二番』は清長芸術の最頂点を極めた作品であり、天明期浮世絵界の最高峰に肩を並べる名作であると激賞している。

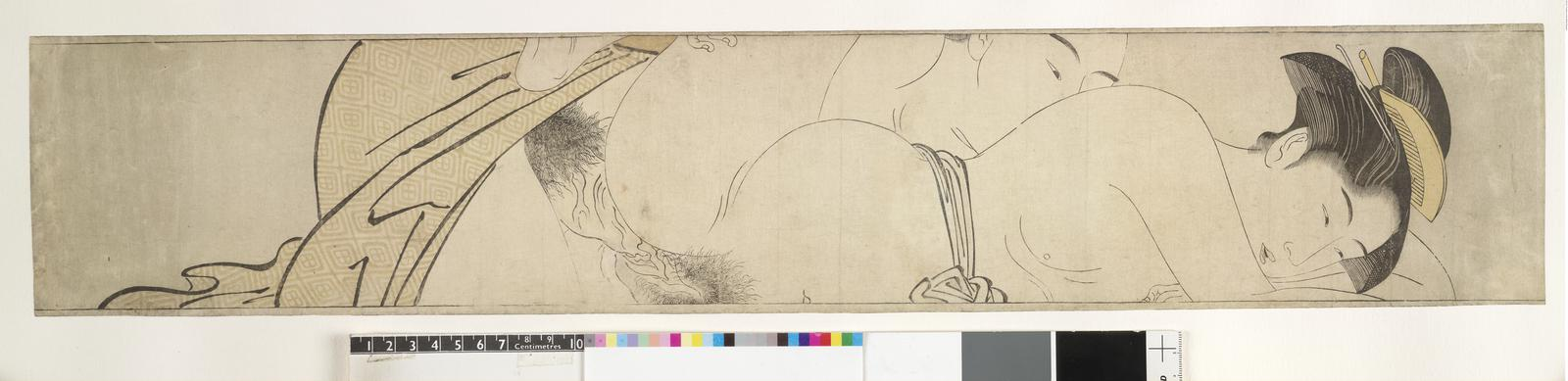
『袖の巻』より

天明5年（1785年）制作と推定されている『袖の巻』は、柱絵を横にした横長の春画という異例の形式で描かれている。横長の画面では必然的に性行為全体を描くことは困難であり、清長は優れたトリミングの技術を駆使して際立った構図を作り、抑制された色遣いで主題を描き出した。清長自身、『袖の巻』には序文に「自惚（うぬぼれ）」の印で落款をしており、本人としても会心の作であったと考えられている。リチャード・レインは『袖の巻』を「春画をその本質まで掘り下げた」作品であると評価した。浮世絵研究家の山本ゆかりは「『袖の巻』が喜多川歌麿の『歌まくら』と並んで日本の春画史上における最高傑作であることはいまや常識」と評価している。そして浮世絵研究家の吉田暎二は、鳥居清長はわずかしか春画を制作しなかったが『色道十二番』、『袖の巻』など幾多の浮世絵師に勝る傑作を残し、日本の春画の代表的画家の一人であると評価している。

#### 風景画
鳥居清長の純粋な風景画作品は、中版の揃物である『江都八景』くらいしか確認されていない。天明初年の制作と考えられる『江都八景』は狩野派の山水画の技法を取り入れ、黒地に州浜形や扇形の区画を設け、そこに江戸の景色を描き、外枠となる黒地には画題を白抜きの文字で書いている。
|  |

#### 黄表紙など

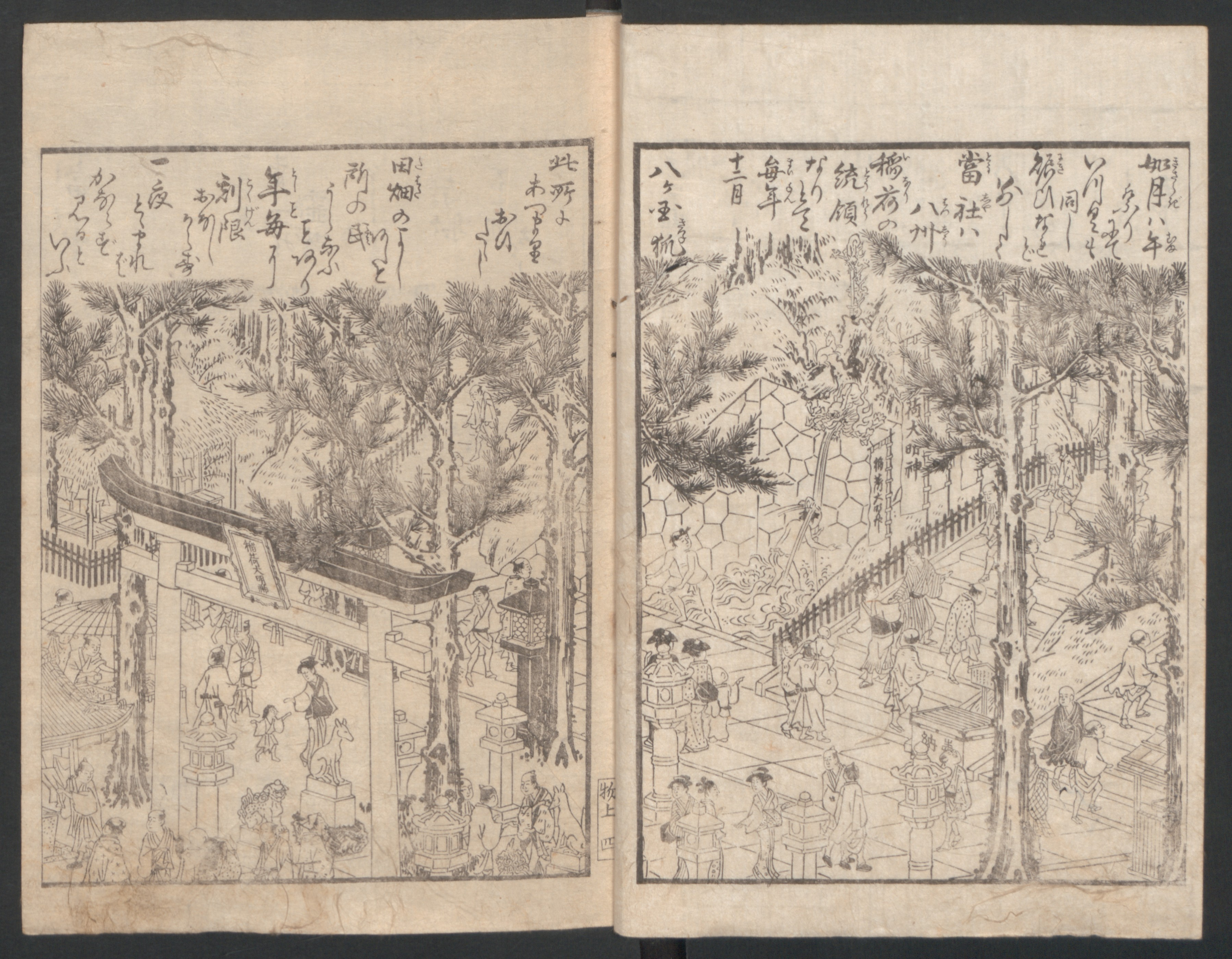
『絵本物見岡』より

前述のように安永末期から天明期の初めにかけて、清長は黄表紙の代表的挿絵画家とみなされていた。天明2年（1782年）刊行の、『岡目八目』に掲載された黄表紙挿絵画家の批評で、清長は最高位の評価を受けた。しかし天明2年を境として黄表紙の挿絵制作は激減し、天明5年から7年にかけては各年1作しか知られていない。これは美人風俗画など他のジャンルに活動の中心が移ったことによるものと考えられている。
清長は黄表紙の挿絵は数多く制作したが、絵本の挿絵の制作は数少なく、天明の全盛期にあっても制作年代が明らかな作品は4作しか確認されていない。数少ない全盛期の絵本の挿絵であるが、それぞれ優れた描写力が発揮された名品とされている。中でも天明5年（1785年）刊行『絵本物見岡』は、墨摺の作品ではあるが人物主体に四季の順に様々な江戸情緒あふれた光景を描き出しており、題材が清長の代表作である大判錦絵の続物と重なるものも多く、清長制作の絵本の中でも最も重要な作品と見なされている。

### 終末期
前述のように天明5年（1785年）に清長の師匠、鳥居清満が没し、天明6年（1786年）末から天明7年（1787年）にかけて清満の後を継いで鳥居派四世となる。鳥居派の宗匠となった清長は歌舞伎の絵看板や番付の制作に忙殺されるようになり、天明7年頃から浮世絵版画の一枚絵の制作がめっきり少なくなっていく。

#### 役者絵
寛政年間(1789年～1801年)に入ると役者絵の制作はめっきり減少する。鳥居派宗匠の地位を継いで以降、鳥居派の家業に関わる業務に忙殺されたことがその原因と考えられるが、平野千恵子はそもそも清長は主に周囲からの要望を受けて役者絵を制作しており、本人自身の制作意欲はあまり高くなかったのではないかと推測しており、多忙な中でまず役者絵の制作頻度が低下したと考えている。そして寛政5年（1793年）を最後に清長は役者絵の浮世絵作品の制作を止めることになった。

##### 絵看板、番付
鳥居清長は鳥居派宗匠の地位を継ぎ、天明7年（1787年）以降、歌舞伎の絵看板や番付の制作に忙殺されるようになる。浅野秀剛の推定によれば清長が主導して鳥居派の手で制作したと推測される番付は、確認されたもので658作に及ぶ。また絵看板はほとんど現存していないが、浅野は清長主導の下で鳥居派で年間100作前後制作していたものと推測しており、清長の画歴の中で最も多くの労力を割き、多数の作品を制作したのが絵看板であるが、それがほぼ現存していないことを清長の評価の中で忘れてはならないと主張している。
平野千恵子は天明末期から寛政初期に清長が制作した番付は、錦絵制作で培ってきたノウハウが生かされて優れた描写力で歌舞伎俳優を描き出したとしている。また平野は清長の歌舞伎の番付は最も高品質なものとなっており、清長ほど芸術的価値の高い番付を制作した人物はいないと評価している。その一方、これは清長の師匠である鳥居清満時代からの鳥居派の番付から引き継がれたものであるが、歌舞伎役者の髪の結い方が伝統的なものと流行中のものとを混在して描く習慣があったことを指摘している。清長は修正することなく師匠清満からこの習慣を引き継ぎ、清長の跡を継いで鳥居派五代目となった二代目清満もまたこの習慣を継承した。
|  |  |

#### 美人風俗画
師匠鳥居清満が亡くなった後の天明6年（1786年）頃から、清長の美人風俗画には人物像の背が低くなっていくという変化が見られるようになった。この時期、清長は鳥居派の後継者問題で難しい立場に立たされていたと考えられている。鳥居派宗匠の地位を継いだ後、美人風俗画の制作数もめっきり減っていくが、寛政5年（1793年）まで制作は続けられた。平野千恵子は寛政期に入っての清長の美人風俗画には佳作も見られるが、全体として絵柄から感じられる生気が減退し、描かれる文様が単純化し、人物の風姿も低下してきたと評価している。これは寛政の改革に伴う規制強化の影響を受けた面もあるが、主に清長本人の意欲低下によるものではないかと推測している。寛政元年（1789年）時点で清長はまだ30代後半であったが、鳥居派の家業である歌舞伎の絵看板や番付の制作に多くの労力を割かざるを得なくなったことに加え、平野は清長の全盛期である天明期のオーバーワークが祟り、創造力がすり減ってしまったのではと推測している。

##### 清長と歌麿
「清長の時代」とも呼ばれた天明期から、寛政年間に入ると美人風俗画の世界では喜多川歌麿、栄松斎長喜、鳥文斎栄之らがそれぞれ独自の画風で第一人者であった清長の地位を脅かすようになった。また役者絵では東洲斎写楽が斬新な作品を発表した。中でも歌麿は前述のように清長の一つ年下であり同年代であったが、どちらかといえば早熟な浮世絵師であった清長に対し、歌麿は30代半ばを過ぎてから優れた作品を立て続けに発表するようになった。平野千恵子と浮世絵研究家の浅野秀剛は寛政前期、歌麿ら新進の浮世絵師に対抗心を燃やし、『十体画風俗』などのシリーズ物で対決を試みたのではないかと推測している。浅野は『十体画風俗』と歌麿の『婦人相学十躰・婦女人相十品』が寛政4年（1793年）から寛政5年（1794年）の同時期に出版されたことがその象徴であると考えている。
しかし寛政4年（1793年）から寛政5年（1794年）は歌麿の全盛期であり、生き生きとした人物を描き出し情感細やかな傑作を相次いで発表していた。平野千恵子と浅野秀剛はともに清長は歌麿に敗れたことを認め、錦絵の制作を止めたのではないかと考えている。またアメリカの浮世絵研究家、マニー・L・ヒックマンも平野、浅野と同様の見解を採っている。実際寛政5年（1794年）を最後に清長作の錦絵は、後述の金太郎絵を除けば寛政13年（1801年）の一作しか無い。一方、林美一はもし清長が鳥居派宗匠の地位を引き継がなければ、優れた作品を制作し続けただろうと考えている。
|  |  |

#### 金太郎絵

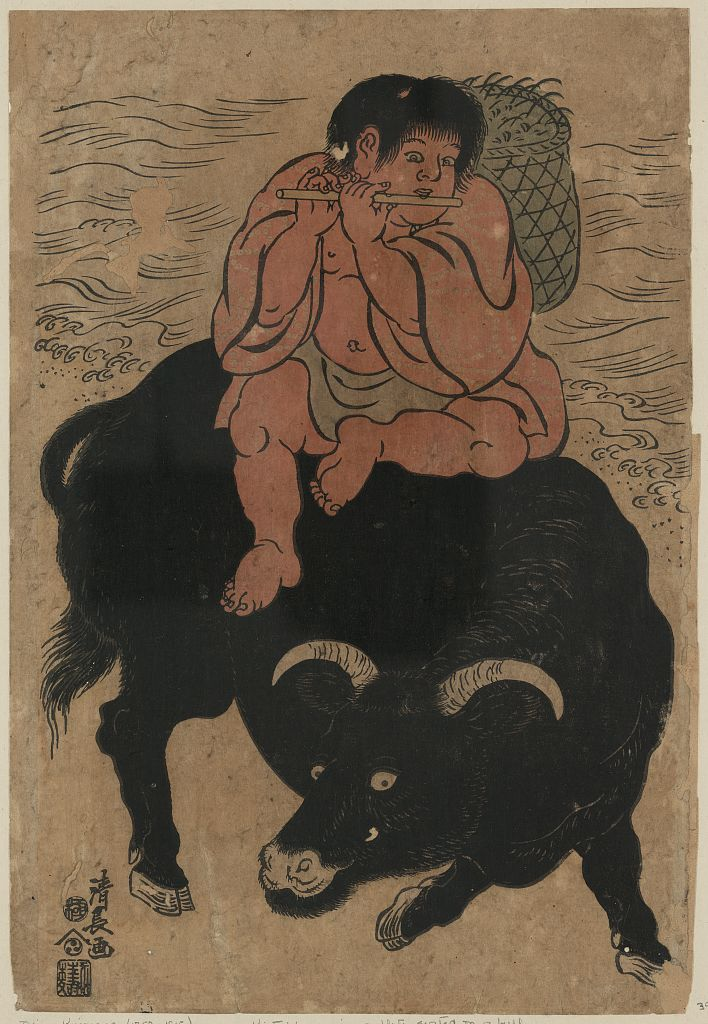
文化2年（1805年）制作と推定される清長の金太郎絵。

清長は天明期から亡くなる文化12年（1815年）までの40年あまり、金太郎絵を制作し続けていた。前述のように寛政6年（1795年）以降、清長はほぼ錦絵の制作を中止するが、金太郎絵は例外であった。清長の金太郎絵は全て永寿堂こと西村屋与八が版元となっている。享和2年（1802年）に永寿堂から出版された咄本『七福今年咄』の巻末に掲載された広告には
と記されており、清長作の金太郎絵は永寿堂の人気商品であり、また5月の端午の節句ではなく、毎年正月に売り出されていたことがわかる。
金太郎絵は清長の他、歌麿もよく制作した。しかしその描き方は対照的であり、清長の金太郎は子どもらしい健康的なかわいらしさを描いているのに対し、歌麿の作品は若い女性として描いた山姥に官能美を潜ませている。平野千恵子は寛政年間までの金太郎絵は絵の発想に優れ、闊達な金太郎を描いていたのが、享和期以降は精気に欠け、作風も粗くなったと評価している。これは清長自体の画力の衰えとともに、歌舞伎の絵看板は画面が大きく描線を太くした方が効果的であるため、絵看板の制作が多くなった清長の作風自体が太い描線の粗いものとなったためと考えている。錦絵制作から事実上引退した清長が最後まで金太郎絵を描き続けたのは、版元の西村屋与八からの強い要請があったためと考えられる。浅野秀剛は衰えゆく画力を自覚しながらも、子どもという分野を通じて錦絵と繋がり続けていたいとの思いが金太郎絵の制作を続けた動機となっているのではと推測している。

### 肉筆画
清長の浮世絵作品の中には数少ないものの肉筆画もある。2007年に刊行された『鳥居清長作品総目録』によれば、清長が制作した肉筆画は33作品確認されている。清長の肉筆画で早い時期としては全盛期の天明年間のものがあり、天明2年（1782年）から天明3年（1783年）頃の制作と推定される『隅田河畔納涼図』が現存する清長の肉筆画で最も早い作例である。平野千恵子は『隅田河畔納涼図』を「満幅実に躍動せる作」であり、「暮近き隅田河畔の夏景色が眼前に迫ってくる」作であると評価している。
肉筆画は主に寛政年間から文化年間の清長の終末期に描かれている。内容的には役者絵、扇の扇面に描いたもの、絵馬などである。清長の肉筆画は、画材の違いに応じて版画では表現しきれないきめの細かい描線や色彩の変化を付けて、巧みに対象を描き出してる。しかしやはり寛政期以降は筆力に衰えが見られる。
清長の絵馬作品は文化7年（1810年）作である石神井の長命寺所蔵の『濡髪と放駒』、文化11年（1814年）作である下目黒成就院の『矢の根五郎』、王子権現の『達弓色引方』の3作が知られていた。うち、王子権現の『達弓色引方』は戦災により焼失している。しかし1998年に、文化8年（1811年）作の『草摺引 朝比奈と曾我五郎』が発見されたことが公表された。
|  |  |

## 版元について
鳥居清長の浮世絵版画の版元は、まず明和年間から安永年間にかけての、細版役者絵を中心に制作していた修業時代は、主に江喜、三川屋、濱名屋から出版していたことが確認できる。いずれも当時二流の版元であったと考えられ、現在ではどのような版元であったのか不明である。安永年間に入り、美人風俗画の錦絵を制作するようになっても、当初はやはり二流の版元が多かった。
安永6年（1777年）頃から、西村屋与八が清長の浮世絵版画の出版を始める。西村屋与八は清長の多くの浮世絵版画を出版していた。大判の役者絵はほぼ西村屋与八が出版しており、その他、小判、中版そして柱絵の多くを出版した。実際問題として錦絵が創始されてからまだ日が浅く、錦絵を制作できるノウハウを持つ版元は限られていた。宝暦年間（1751年～1764年）に創業し、錦絵が誕生した明和年間に発展した西村屋与八は、多くの浮世絵師が版元として依頼するようになっていた。また清長の黄表紙の多くは伊勢屋治助が出版していて、安永年間の末期からは清長の浮世絵版画も出版するようになった。その他、和泉屋市兵衛、鶴屋喜右衛門といった大手の版元から清長の浮世絵版画が出版された。
また、天明年間には新進の版元であった高津屋伊助が清長の浮世絵版画を出版している。浮世絵研究家の田辺昌子は、清長の代表作である三大揃物、『当世美人遊里合』、『風俗東之錦』、『美南見十二候』は一般の庶民には購入が難しい豪華な錦絵作品であり、限られた購買層用の商品として嗜好を合わせて制作されたと考え、ベンチャー的な新進の版元、高津屋伊助が出版したのではとの説を提唱している。
清長は蔦屋重三郎からも錦絵などを出版している。なお浅野秀剛は、天明3年（1783年）8月の吉原の一大イベント、吉原俄に関係する錦絵販売において、蔦屋重三郎は歌麿、西村屋与八は清長制作の浮世絵を販売し、ともに激しい販売合戦を行ったとしている。

## 落款と印章
確認されている中で鳥居清長の最初の作品である、明和4年（1767年）作の『二代目瀬川菊之丞の静』は、「清長筆」と署名している。その後、清長が主に制作していた細版役者絵にはほぼ例外なく「鳥居清長画」と署名している。初作の「筆」から「画」に署名を変更した理由としては、林美一は師匠の鳥居清満から指導を受けたのではと推測している。安永2年（1773年）頃からは浮世絵版画には「清長画」と署名するようになったが、黄表紙には「鳥居清長画」と署名していた。しかし安永7年（1778年）からは黄表紙も「清長画」となった。
天明2年（1782年）頃から制作が確認されている肉筆画には当初全て「関清長」と署名をしていた。また完成期の天明年間に刊行された、清長が作画を担当した絵本でも「関清長」と署名している。その後、鳥居派の宗匠を継いだ後に制作した歌舞伎の番付には「鳥居清長筆」、肉筆画には「鳥居清長画」と署名するようになった。そして文化6年（1809年）以降の清長の画業の最末期になって、浮世絵版画や肉筆画も歌舞伎の番付と同様に「筆」の字を用いて「清長筆」の署名となった。
印章は数種類確認されており、天明2年（1782年）頃から天明6年（1786年）頃の作品に捺されているものは「関清長」の印である。その後、鳥居派の宗匠を継いだ後となる天明7年（1787年）以降の作品には「鳥居清長」の印が捺されているのが確認されている。そして晩年の作品には印章が捺されることは無くなり、花押が書かれているものが確認されている。

## 人物評
鳥居清長が絵を担当した『絵本物見岡』には清長による序文が掲載されている。序文の中で
と記している。
この自序は清長の謙譲の美徳、率直さを表していると評価されている。また鳥居家に義理立てして才能に恵まれていた一人息子の清政に浮世絵制作を止めさせたことも、清長の義理堅く真面目な性格の表れと評価する意見がある。清長は自らの作品に強い自負を持っていた奥村政信や喜多川歌麿とは対照的な人物であるとされ、特に他の浮世絵師の才能のなさを罵倒しつつ、自らの作品の優秀さを誇る歌麿の傲慢さとは際立った違いがあると評価されている。
平野千恵子は歌舞伎を題材にした場合、清長は凄惨な場面を描こうとはせず、美人風俗画においても悲恋や家族内の葛藤などを題材に選ぶことが稀であったことから、争いごとを好まなかったのではと考えている。平野はまた清長の作品の優れた色彩感覚や構図から、物事に対する鋭敏な観察眼を持っていたが、作品のジャンルが広くなかったと指摘し、広く浅くではなくて狭く深く事物を探究した人物であったとした。そして美人風俗画において後進の歌麿に抜かされたと判断した時点で、いつまでも美人風俗画の制作にこだわらなったところなどは、物事への執着が薄い江戸っ子気質であったのではと指摘されている。

## 評価
吉田暎二は、鳥居清長の浮世絵史上の功績として

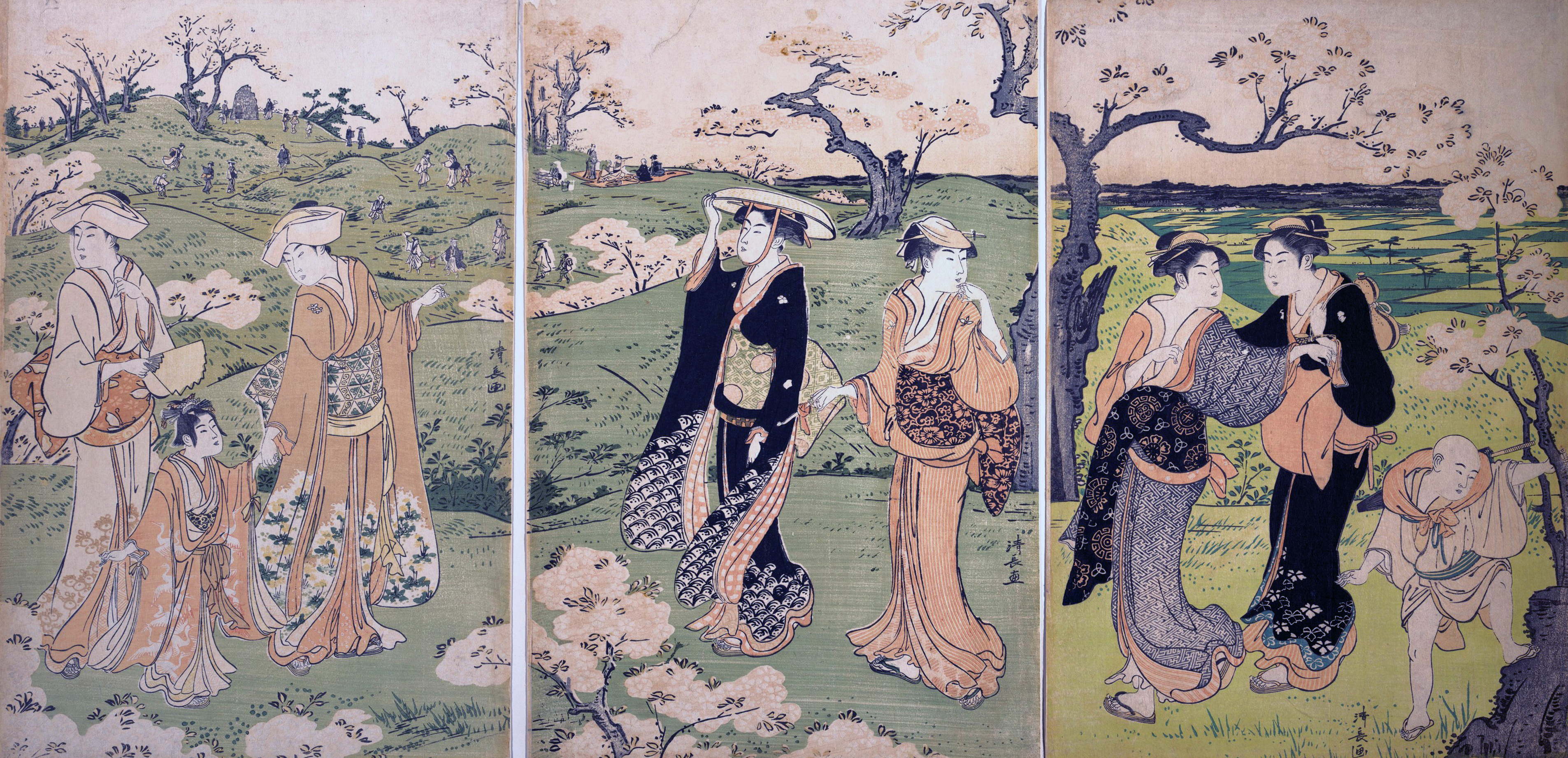
『飛鳥山の花見』

- 大判の錦絵を本格的に制作して、錦絵の定番を大判にしたこと。
- 大判の錦絵を複数枚繋げた続絵の制作を行い、大画面の浮世絵を広めたこと。
- 役者絵において出語り図の制作を広めたこと。

を挙げている。山口桂三郎も吉田と同様に大判の錦絵作品の開拓、続絵を広めたこと、そして出語り図の制作が清長の浮世絵史上の功績としている。
またリチャード・レインは清長の浮世絵界への貢献として、歌舞伎を写実的に描き出した点、背景と人物を一体として作品化した点と、大判の錦絵を複数枚繋げた続絵のスタイルを確立した点を挙げている。
鳥居清長の浮世絵作品に対しては、その人物描写が古代ギリシアの彫刻作品と類似しているとの指摘がなされている。この指摘を行ったのはアーネスト・フェノロサ、
アーサー・ディヴィスン・フィッケ、フォン・サイドリッツら、初期の欧米における浮世絵研究家であった。また日本においても野口米次郎がその見解を踏襲している。アーサー・ディヴィスン・フィッケは円熟期の清長の作品について「自然に忠実でありながら、同時に高度の想像力を働かせた清長の完璧な描法は、ギリシアの彫刻家たちの技法と同じように作品の形に気高さを帯びさせる」と評価し、野口米次郎は
と語っている。

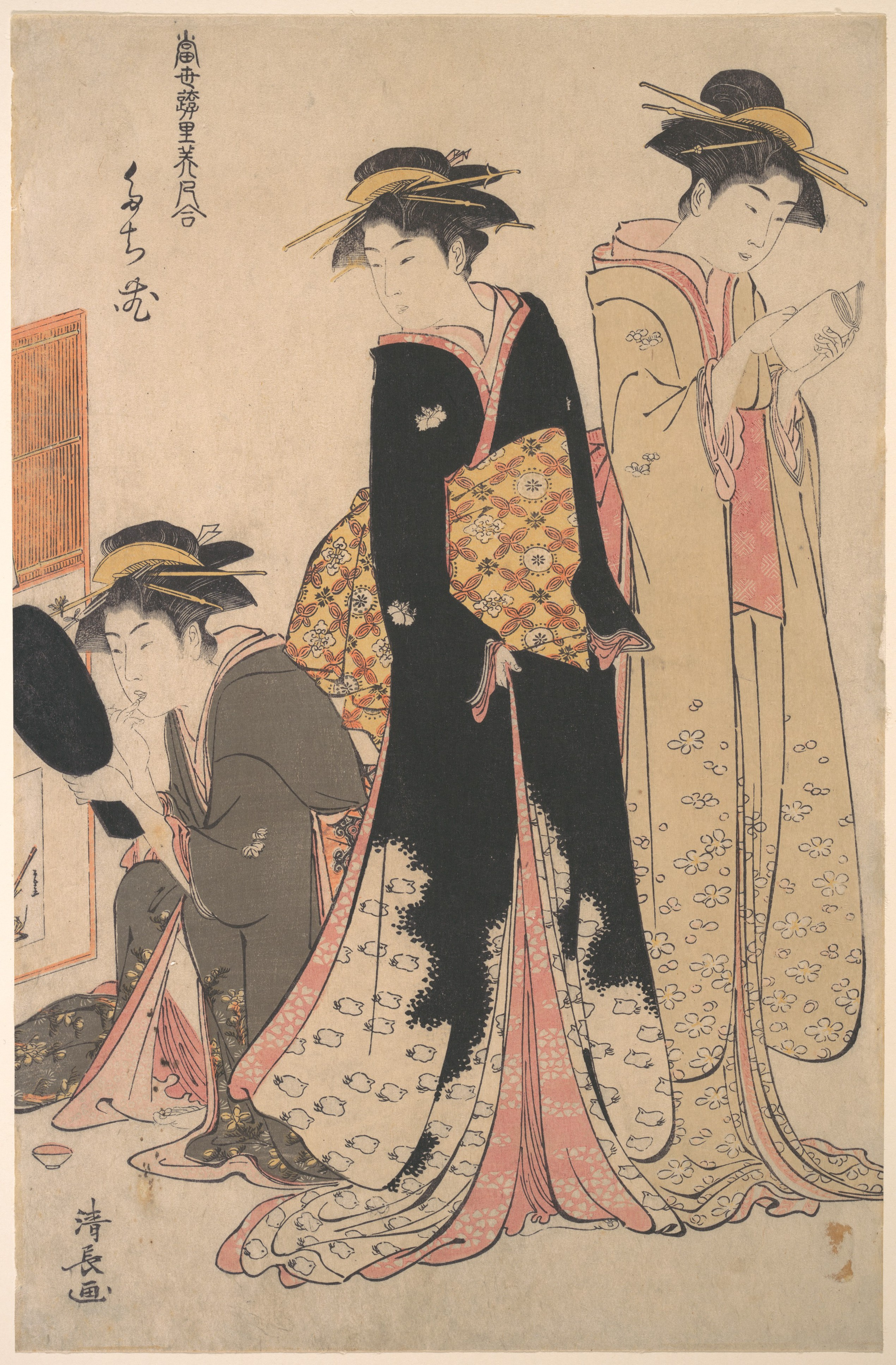
『当世遊里美人合 たち花』

清長の作品と古代ギリシアの彫刻作品との類似性については、根拠がないものであるとの指摘もある。しかし浮世絵研究家のマニー・L・ヒックマンは、清長の描いた女性像は、身体の構造を正確に捉え、人体の描写としてふさわしい形で表現した上で肉体美の理想と融合させており、また肉体的な健康と楽観主義を描き出す明るい作風であり、これは肉体と精神との理想的な融合を求めた古代ギリシア美術に通じるものがあり、共通の美意識が見られると考えている。またヒックマンは背の高い8頭身美人として描かれた清長の女性像自体、ギリシア的な美のセンスと類似したものであると評価している。このような清長が描く美人画は、19世紀後半からジャポニズムの中心地であるフランスにおいて、鈴木春信、喜多川歌麿の作品などとともに人気を得た。前述のように浮世絵研究家の小林忠は、長崎貿易により流入した西洋画の人体モデルが清長の人物画のベースになったと推定しており、欧米の浮世絵愛好家にとって清長の作品は親しみやすく、評価する要因になったと考えている。
また小林はテンポよくかつ淡白で清純な色感を持ち、開明的で進取な面も持ち合わせた清長の作品は、江戸町民の「爽快な美意識」を代弁したとしている。浅野秀剛も、清長の現実的な生き生きとした感覚の作品が江戸っ子の心を捉えたと評価している。浮世絵研究家の田辺昌子は、清長は日本橋界隈の旦那衆、武士、版元、歌舞伎関係者らと良好な人間関係を構築しており、その人間関係の中で作品を制作していたと推測している。そのような中で大判の錦絵、続絵といった当時における最高級の出版物の制作に携わる機会を得て、江戸の事物を詳細に描いた斬新な感覚の、自由で遊び心のある作品を制作して新たな時代を開いたと評価している。
一方棟方志功は、
と、鳥居清長描く女性像を称賛している。
清長の作品は浮世絵史上最も偉大なものであると評価する人もいる。笹川臨風は、
と評価している。清長の研究家である溝口康麿も、「清長こそは浮世絵史上最も勝れたる絵師」であると断言している。リチャード・レインは清長が浮世絵史上最高峰の絵師であるというのは過大評価であるとしつつも、浮世絵、中でも人物画の表現スタイルを確立した巨匠であり、清長が理想とした浮世絵版画は清長の後継者たちによって完成したとしている。

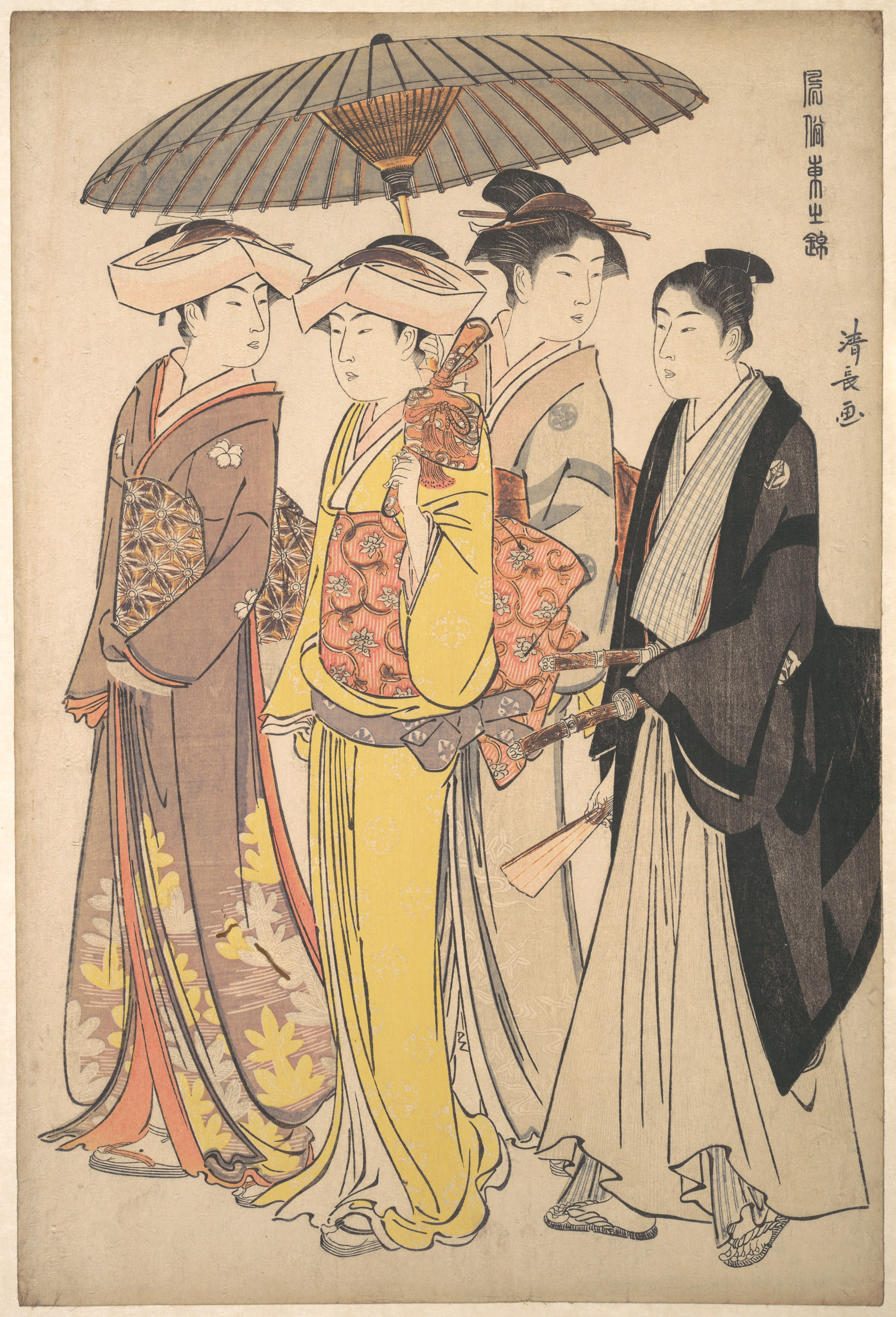
『風俗東之錦 武家の息女と侍女と若党』

一方、清長の作品に対する批判的な意見もみられる。リチャード・レインは清長の作品は完璧ではあるが、完璧であるが故の退屈さがあり、個性に乏しく、描かれた人物像自体に興味関心を持ちにくいとの欠点を指摘している。清長の描く人物像に対しては、人情味が薄くよそよそしい感じがするとの意見もあり、顔の表情に乏しく、何かお人形さんのようとの見方もある。その一方で春画は表情豊かであり、春画を見なければ清長の魅力は半減するとの意見も唱えられている。
岸田劉生は、鳥居清長は浮世絵画家の巨匠の一人であるのは間違いなく、描く女性像にはリアリズムがあって、肉感的な面も兼ね備えているとした。その上で、清長は現実の女性ではなく、当時における理想の美人像を作品化しようとしたと考えている。理想の美人像を作品化した点に関しては歌麿も同様であるが、歌麿は理想像を踏まえた上で現実の女性にぶつかっていきながら制作したのに対し、清長は現実の女性と理想像との調和を図りながら制作したと見なしている。そのため清長の作品は端麗な仕上がりとなったものの、内容的な深みに少し欠けたものになったと主張している。
平野千恵子は清長の作品に欠けているものは、「耽美の世界への憧憬」であるとした。そして豪壮な場面や凄惨な場面、深刻さを感じさせる場面や淋しさを描かず、事物を偏執的にまで描写することもなく、ありのままを平淡に描こうとしたと見なしている。そして
と主張している。

## 影響
天明年間、一世を風靡した清長の画風の影響を受けた浮世絵画家は多い。影響を受けた浮世絵師としてはまず勝川春潮が挙げられる。春潮の作品は人物像の描き方、色調ともに清長の作品に類似しており、清長の影響を最も強く受けた浮世絵師とされ、作風が似すぎたものになったために自己の個性を失ったとの評価もある。
鳥文斎栄之も清長の画風からの影響を受けている。一説には鳥文斎の雅号も、師匠文龍斎と鳥居清長の鳥の字から採ったものであると言われており、人物表現に清長からの強い影響が認められる。窪俊満もまた人物表現に清長からの影響が認められる。歌川豊国は青年時代、先輩浮世絵師の名作の翻案で成功を収めた浮世絵師であるが、寛政年間初頭の作品は人物の姿が清長風のものになっている。
喜多川歌麿は当初、北尾重政、勝川春章の影響を受けた画風であった。それが清長の全盛期である天明年間に入ると、清長の画風からの影響を受けるようになった。歌麿の優れた表現は清長の作風の延長線上に生み出されたものであり、清長の美人像は歌麿の成功の大きなきっかけとなったとの評価もある。吉田暎二は歌麿は清長という目標を乗り越えようと努力したのであり、清長の画風を学ぶ中で己の天分を引き出すことに成功して大成したとして、清長がいなければ歌麿も無かっただろうと評価している。天明期から寛政初頭にかけての歌麿の作品には清長からの強い影響が認められ、例えば天明年間末期に制作された歌麿の春画最高傑作、『歌まくら』は、顔立ち、体つきともに清長の作風からの影響が指摘されている。そして清長の『袖の巻』、歌麿の『歌まくら』に触発され、葛飾北斎はやはり春画の最高傑作のひとつとされる『富久寿楚宇』を制作したと考えられている。
また平野千恵子は清長の背景と人物とを巧みに融合して描く技法が、葛飾北斎、歌川広重の風景画に人物を織り込んだ作品に繋がっていったと主張している。そしてリチャード・レインは実際に演じられている歌舞伎を写実的に描いた清長の仕事の延長線上に東洲斎写楽の作品はあるとして、清長の革新が無ければ写楽が業績を挙げることも困難だったのではと考えている。
|  |  |  |  |  |

### 弟子
清長の弟子としては、実子である鳥居清政、師匠鳥居清満の孫であり、鳥居派の後継者とされた鳥居清峯、その他、二代目鳥居清忠、鳥居清之、鳥居清元、鳥居清泰、鳥居師忠、振鷺亭の合計8名の名が挙げられている。